# Svenska försvarsmaktens organisation 1999
Denna artikel visar hur den svenska Försvarsmaktens struktur och organisation såg ut 1999. Både i freds- och krigstid leddes det militära försvaret av tre militärområden. Militärområdena och dess struktur hittas i respektive artikel listad under militärområde. Organisationen hade fastställts genom försvarsbeslutet 1996, vilken fastslog genom två etapper och började gälla den 1 januari 1998. Genom försvarsbeslutet 2000 upphörde organisationen helt att gälla den 1 juli 2000.

## Kommandostruktur

### Högkvarteret
Förband underställda Högkvarteret, centra och Helikopterflottiljen i fredsorganisationen. Gällande försvarsförberedelser samt stöd till det civila samhället lödd förbanden under respektive militärbefälhavare.
| - HKV – Högkvarteret, Stockholms garnison - FKSC – Försvarets krigsspelscentrum, Stockholms garnison - FMC – Flygmedicincentrum, Linköpings garnison/Stockholms garnison - FMHS – Försvarsmaktens Halmstadsskolor, Halmstads garnison - FMLIC – Försvarsmaktens ledarskaps- och idrottscentrum, Stockholms garnison - FMUhC – Försvarsmaktens underhållscentrum, Karlstads garnison - FMUndSäkC – Försvarsmaktens underrättelse- och säkerhetscentrum, Uppsala garnison - FSC – Försvarsmaktens sjukvårdscentrum, Karlstads garnison - FöMusC – Försvarsmusikcentrum, Strängnäs garnison - LedC – Ledningscentrum, Enköpings garnison - MHS H – Militärhögskolan Halmstad, Halmstads garnison - MHS K – Militärhögskolan Karlberg, Stockholms garnison - MHS Ö – Militärhögskolan Östersund, Östersunds garnison - Milo M – Mellersta militärområdet, Strängnäs garnison - Milo N – Norra militärområdet, Bodens garnison - Milo S – Södra militärområdet, Kristianstads garnison - MSK – Militära servicekontoret, Stockholms garnison - RAB – Redovisningsavdelning Bergslagen, Örebro garnison - RekryC – Rekryteringscentrum, Stockholms garnison - RiksHvC – Rikshemvärnschefen, Stockholms garnison - SkyddC – Totalförsvarets skyddscentrum, Umeå garnison - SWEDEC – Totalförsvarets ammunitions- och minröjningscentrum, Eksjö garnison - SWEDINT – Försvarets internationella kommando, Almnäs garnison | - ArméC – Armécentrum, Enköpings garnison - ArtSS – Artilleriets stridsskola, Kristinehamns garnison - ATS – Arméns tekniska skola, Östersunds garnison - LvSS – Luftvärnets stridsskola, Norrtälje garnison - MSS – Markstridsskolan, Linköpings garnison/Borensberg - FlygvapenC – Flygvapencentrum, Uppsala garnison - F 20 – Flygvapnets Uppsalaskolor, Uppsala garnison - MarinC – Marincentrum, Haninge garnison - ÖS – Örlogsskolorna, Haninge garnison - Hkpflj – Helikopterflottiljen, Linköpings garnison - 1. hkpbat – Norrlands helikopterbataljon, Bodens garnison - 2. hkpbat – Svea helikopterbataljon, Haninge garnison - 3. hkpbat – Göta helikopterbataljon, Göteborgs garnison - 4. hkpbat – Östgöta helikopterbataljon, Linköpings garnison |

### Militärområden
Det svenska militära försvaret var starkt decentraliserat och bestod i freds- och krigstid av tre militärområden (dagligt kallade för Milo), vilka var det högsta ledningsorganet under försvarsstaben. Militärområdena var i sin tur uppdelade på fördelnings- och försvarsområdesstaber samt marin- och flygkommandon. Militärområdena leddes av en militärbefälhavare (MB), som hade det samlade ansvaret för den operativa ledningen av samtliga stridskrafter inom respektive militärområde. Utöver den territoriella och operativa ledningen av militärområdet, ledde militärbefälhavaren arméförbandens utbildning och biträdes av en ställföreträdande, som var krigsplacerad som fördelningschef. Militärbefälhavaren ledde befälhavarna för försvarsområdena, vilka benämndes som försvarsområdesbefälhavare (Fobef). Försvarsområdesbefälhavaren ledde i sin tur det territoriella försvaret av försvarsområdet. Försvaret av försvarsområdet bestod av lokalförsvarsstyrkor, blandade av hemvärn, infanteri, ingenjör- och luftvärnsförband samt lätt artilleri. Till skillnad från militärområdena förvaltades försvarsområdena i fredstid av ett försvarsområdesregemente. Försvarsområdesregementet hade det samlade mobiliseringsansvaret inom försvarsområdet. År 1999 var följande militärområden samt deras underställda försvarsområden organiserade.
- Högkvarteret, Stockholms garnison

- - Norra militärområdet (Milo N) i Bodens garnison, omfattade geografiskt Jämtlands län, Norrbottens län, Västerbottens län och Västernorrlands län
    - Fo 23 – Västernorrlands och Jämtlands försvarsområde i Sollefteå garnison, administrerades av Västernorrlands regemente (I 21)
    - Fo 61 – Västerbottens försvarsområde i Umeå garnison, administrerades av Västerbottens regemente (I 20).
    - Fo 63 – Norrbottens försvarsområde i Bodens garnison, självständig stab.
    - 6. förd – Norra arméfördelningen,  i Bodens garnison.
      - NB 5 – Fältjägarbrigaden
      - NB 21 – Ångermanlandsbrigaden
      - MekB 19 – Norrbottensbrigaden
      - A 8 – Norrlands artilleriregemente
      - K 4 – Norrlands dragonregemente
      - Lv 7 – Luleå luftvärnskår
      - Ing 3 – Bodens ingenjörkår
      - S 3 – Norrlands signalkår
      - T 3 – Norrlands trängkår

    - MKN – Norrlandskustens marinkommando
      - KA 5 – Härnösands kustartilleriregemente

    - FKN – Norra flygkommandot
      - F 4 – Jämtlands flygflottilj
      - F 21 – Norrbottens flygflottilj

    - Uhreg N – Norra underhållsregementet

- - Mellersta militärområdet (Milo M) i Strängnäs garnison omfattade geografiskt Dalarnas län, Gävleborgs län, Stockholms län, Södermanlands län, Uppsala län, Västmanlands län, Värmlands län, Örebro län och Östergötlands län.
    - Fo 42 – Gotlands försvarsområde i Visby garnison ingick i Gotlands militärkommando (MKG)
    - Fo 43 – Södermanlands och Östergötlands försvarsområde i Strängnäs garnison, administrerades av Södermanlands regemente (P 10)
    - Fo 44 – Stockholms försvarsområde i Stockholms garnison, administrerades av Svea livgarde (I 1)
    - Fo 48 – Uppsala och Västmanlands försvarsområde i Uppsala garnison, administrerades av Upplands regemente (S 1)
    - Fo 51 – Örebro försvarsområde i Örebro garnison, administrerades av Livregementets grenadjärer (I 3)
    - Fo 52 – Värmlands försvarsområde i Karlstads garnison, administrerades av Värmlands regemente (I 2)
    - Fo 53 – Dalarnas och Gävleborgs försvarsområde i Falu garnison, administrerades av Dalregementet (I 13)
    - 4. förd – Östra arméfördelningen
      - IB 1 – Livgardesbrigaden
      - IB 2 – Värmlandsbrigaden
      - NB 13 – Dalabrigaden
      - MekB 10 – Södermanlandsbrigaden
      - A 9 – Bergslagens artilleriregemente
      - K 1 – Livgardets dragoner
      - Lv 3 – Roslagens luftvärnskår

    - MKG – Gotlands militärkommando
      - MekB 18 – Gotlandsbrigaden
      - A 7  – Gotlands artilleriregemente
      - Lv 2 – Gotlands luftvärnskår
      - KA 3 – Gotlands kustartilleriregemente
      - Uhgrp G – Underhållsgrupp Gotland

    - MKO – Ostkustens marinkommando
      - 1. ubflj – 1. ubåtsflottiljen
      - 2. ysflj – 2. ytstridsflottiljen
      - 2. minkriavd – 2. minkrigsavdelningen
      - KA 1 – Vaxholms kustartilleriregemente
      - RMR – Roslagens marinregemente
      - SMR – Södertörns marinregemente
      - ÖVM – Muskö örlogsvarv

    - FKM – Mellersta flygkommandot
      - F 16 – Upplands flygflottilj

    - Uhreg M – Mellersta underhållsregementet
    - RML – Regelverk för militär luftfart
    - RHL – Rörlig helikopterledningsresurs

- - Södra militärområdet (Milo S) i Kristianstads garnison, omfattade geografiskt Blekinge län, Hallands län, Kronobergs län, Jönköpings län, Kalmar län, Skånes län och Västra Götalands län.
    - Fo 14 – Skånes försvarsområde i Hässleholms garnison, administrerades av Skånska dragonregementet (P 2)
    - Fo 15 – Karlskrona försvarsområde i Karlskrona garnison, administrerades av Sydkustens marinkommando (MKS)
    - Fo 17 – Smålands försvarsområde i Eksjö garnison, administrerades av Smålands regemente (I 12)
    - Fo 31 – Hallands försvarsområde i Halmstads garnison, administrerades av Hallands regemente (I 16)
    - Fo 32 – Västra Götalands försvarsområde i Göteborgs garnison, administrerades av Västkustens marinkommando (MKV)
    - 13. förd – Södra arméfördelningen
      - IB 12 – Smålandsbrigaden
      - IB 16 – Hallandsbrigaden
      - MekB 7 – Södra skånska brigaden
      - MekB 8 – Skånska dragonbrigaden
      - MekB 9 – Skaraborgsbrigaden
      - A 3 – Wendes artilleriregemente
      - K 3 – Livregementets husarer
      - Lv 6 – Göta luftvärnskår
      - Ing 2 – Göta ingenjörkår
      - T 2 – Göta trängkår

    - MKS – Sydkustens marinkommando
      - 3. ysflj – 3. ytstridsflottiljen
      - 4. minkriavd – 4. minkrigsavdelningen
      - KA 2 – Karlskrona kustartilleriregemente

    - MKV – Västkustens marinkommando
      - MDÖ – Öresunds marindistrikt
      - 6. minkriavd – 6. minkrigsavdelningen
      - KA 4 – Älvsborgs kustartilleriregemente

    - FKS – Södra flygkommandot
      - F 7 – Skaraborgs flygflottilj
      - F 10 – Skånska flygflottiljen
      - F 17 – Blekinge flygflottilj

    - Uhreg S – Södra underhållsregementet

## Armén
Under fredstid var endast en brigad bemannad och aktiv, Gotlandsbrigaden. Alla övriga brigader och dess komponenter var enbart planerade att aktiveras vid mobilisering. Personalen till brigaderna utbildades vid arméns regementen och skolor runt om i landet. Regementena och skolorna stod under Arméstabens befäl, i frågor som taktik, organisation, utrustning, personal och utbildning. Den direkta samordningen av utbildningen ansvarade respektive militärområdesbefälhavare, vilka var direkt underställda överbefälhavaren.

### Armén 1999
Nedan anges de regementen, kårer och skolor som var aktiva 1999 och svarade för utbildade förband till krigsorganisationen.
| Beteckning | Namn                           | Garnisonsort           | Truppslag         | Roll                             | Arméfördelning           | Militärområde            | Försvarsområde                                 |
| ---------- | ------------------------------ | ---------------------- | ----------------- | -------------------------------- | ------------------------ | ------------------------ | ---------------------------------------------- |
| I 1/Fo 44  | Svea livgarde                  | Kungsängens garnison   | Infanteriet       | Försvarsområdesregemente         |                          | Mellersta militärområdet | Stockholms försvarsområde                      |
| I 2/Fo 52  | Värmlands regemente            | Karlstads garnison     | Infanteriet       | Försvarsområdesregemente         |                          | Mellersta militärområdet | Värmlands försvarsområde                       |
| I 3/Fo 51  | Livregementets grenadjärer     | Örebro garnison        | Infanteriet       | Försvarsområdesregemente         |                          | Mellersta militärområdet | Örebro försvarsområde                          |
| I 12/Fo 17 | Smålands regemente             | Eksjö garnison         | Infanteriet       | Försvarsområdesregemente         |                          | Södra militärområdet     | Smålands försvarsområde                        |
| I 13/Fo 53 | Dalregementet                  | Falu garnison          | Infanteriet       | Försvarsområdesregemente         |                          | Mellersta militärområdet | Dalarnas och Gävleborgs försvarsområde         |
| I 16/Fo 31 | Hallands regemente             | Halmstads garnison     | Infanteriet       | Försvarsområdesregemente         |                          | Södra militärområdet     | Hallands försvarsområde                        |
| I 20/Fo 61 | Västerbottens regemente        | Umeå garnison          | Infanteriet       | Försvarsområdesregemente         |                          | Norra militärområdet     | Västerbottens försvarsområde                   |
| I 21/Fo 23 | Västernorrlands regemente      | Sollefteå garnison     | Infanteriet       | Försvarsområdesregemente         |                          | Norra militärområdet     | Västernorrlands och Jämtlands försvarsområde   |
| I 22/Gj 66 | Lapplands jägarregemente       | Kiruna garnison        | Infanteriet       | Gränsjägarregemente              |                          | Norra militärområdet     | Norrbottens försvarsområde                     |
| P 2/Fo 14  | Skånska dragonregementet       | Hässleholms garnison   | Pansartrupperna   | Försvarsområdesregemente         |                          | Södra militärområdet     | Skånes försvarsområde                          |
| P 10/Fo 43 | Södermanlands regemente        | Strängnäs garnison     | Pansartrupperna   | Försvarsområdesregemente         |                          | Mellersta militärområdet | Södermanlands och Östergötlands försvarsområde |
| Fo 63      | Norrbottens försvarsområde     | Bodens garnison        | Armégemensam      | Försvarsområdesregemente         |                          | Norra militärområdet     | Norrbottens försvarsområde                     |
| Gj 67      | Norrbottens gränsjägare        | Kalix garnison         | Armégemensam      | Gränsjägarregemente              |                          | Norra militärområdet     | Norrbottens försvarsområde                     |
| A 3        | Wendes artilleriregemente      | Kristianstads garnison | Artilleriet       |                                  | Södra arméfördelningen   | Södra militärområdet     | Skånes försvarsområde                          |
| A 7        | Gotlands artilleriregemente    | Visby garnison         | Artilleriet       |                                  | Gotlands militärkommando | Mellersta militärområdet |                                                |
| A 8        | Norrlands artilleriregemente   | Bodens garnison        | Artilleriet       |                                  | Norra arméfördelningen   | Norra militärområdet     | Norrbottens försvarsområde                     |
| A 9        | Bergslagens artilleriregemente | Kristinehamns garnison | Artilleriet       |                                  | Östra arméfördelningen   | Mellersta militärområdet | Värmlands försvarsområde                       |
| K 1        | Livgardets dragoner            | Stockholms garnison    | Kavalleriet       | Militärpolis, Militärpolisjägare | Östra arméfördelningen   | Mellersta militärområdet | Stockholms försvarsområde                      |
| K 3        | Livregementets husarer         | Karlsborgs garnison    | Kavalleriet       | Fallskärmsjägare                 | Södra arméfördelningen   | Södra militärområdet     | Västra Götalands försvarsområde                |
| K 4        | Norrlands dragonregemente      | Arvidsjaur             | Kavalleriet       | Norrlandsjägare                  | Norra arméfördelningen   | Norra militärområdet     | Norrbottens försvarsområde                     |
| Lv 2       | Gotlands luftvärnskår          | Visby garnison         | Luftvärnet        |                                  | Gotlands militärkommando | Mellersta militärområdet |                                                |
| Lv 3       | Roslagens luftvärnsregemente   | Norrtälje garnison     | Luftvärnet        |                                  | Östra arméfördelningen   | Mellersta militärområdet | Stockholms försvarsområde                      |
| Lv 6       | Göta luftvärnsregemente        | Göteborgs garnison     | Luftvärnet        |                                  | Södra arméfördelningen   | Södra militärområdet     | Hallands försvarsområde                        |
| Lv 7       | Luleå luftvärnsregemente       | Luleå garnison         | Luftvärnet        |                                  | Norra arméfördelningen   | Norra militärområdet     | Norrbottens försvarsområde                     |
| Ing 2      | Göta ingenjörregemente         | Eksjö garnison         | Ingenjörtrupperna |                                  | Södra arméfördelningen   | Södra militärområdet     |                                                |
| Ing 3      | Bodens ingenjörregemente       | Bodens garnison        | Ingenjörtrupperna |                                  | Norra arméfördelningen   | Norra militärområdet     | Norrbottens försvarsområde                     |
| S 1/Fo 47  | Upplands regemente             | Enköpings garnison     | Signaltrupperna   | Försvarsområdesregemente         |                          | Mellersta militärområdet | Uppsala och Västmanlands försvarsområde        |
| S 3        | Norrlands signalregemente      | Bodens garnison        | Signaltrupperna   |                                  | Norra arméfördelningen   | Norra militärområdet     | Norrbottens försvarsområde                     |
| T 2        | Göta trängregemente            | Skövde garnison        | Trängtrupperna    |                                  | Södra arméfördelningen   | Södra militärområdet     | Västra Götalands försvarsområde                |
| T 3        | Norrlands trängregemente       | Sollefteå garnison     | Trängtrupperna    |                                  | Norra arméfördelningen   | Norra militärområdet     | Västernorrlands och Jämtlands försvarsområde   |
| ArtSS      | Artilleriets stridsskola       | Kristinehamns garnison | Artilleriet       | Truppslagsskola                  |                          | Mellersta militärområdet | Värmlands försvarsområde                       |
| ATS        | Arméns tekniska skola          | Östersunds garnison    | Armégemensam      | Truppslagsskola                  |                          | Norra militärområdet     | Västernorrlands och Jämtlands försvarsområde   |
| LvSS       | Luftvärnets stridsskola        | Norrtälje garnison     | Luftvärnet        | Truppslagsskola                  |                          | Mellersta militärområdet | Södermanlands och Östergötlands försvarsområde |
| MSS        | Markstridsskolan               | Linköpings garnison    | Armégemensam      | Truppslagsskola                  |                          | Mellersta militärområdet | Södermanlands och Östergötlands försvarsområde |

### Armeutrustning
Arméns viktigare vapensystem efter mobilisering.

- 70x Stridsvagn 104
- 160x Stridsvagn 121
- 120x Stridsvagn 122
- 500x Stridsfordon 90
- 600x Pansarbandvagn 302
- 550x Pansarbandvagn 401
- 350x Pansarbandvagn 501
- 220x Haubits FH77A
- 51x Haubits FH77B
- 26x Bandkanon 1C
- 110x 10,5 cm Haubits m/4140
- 330x 12 cm granatkastare
- 4500x Bandvagn 206/208

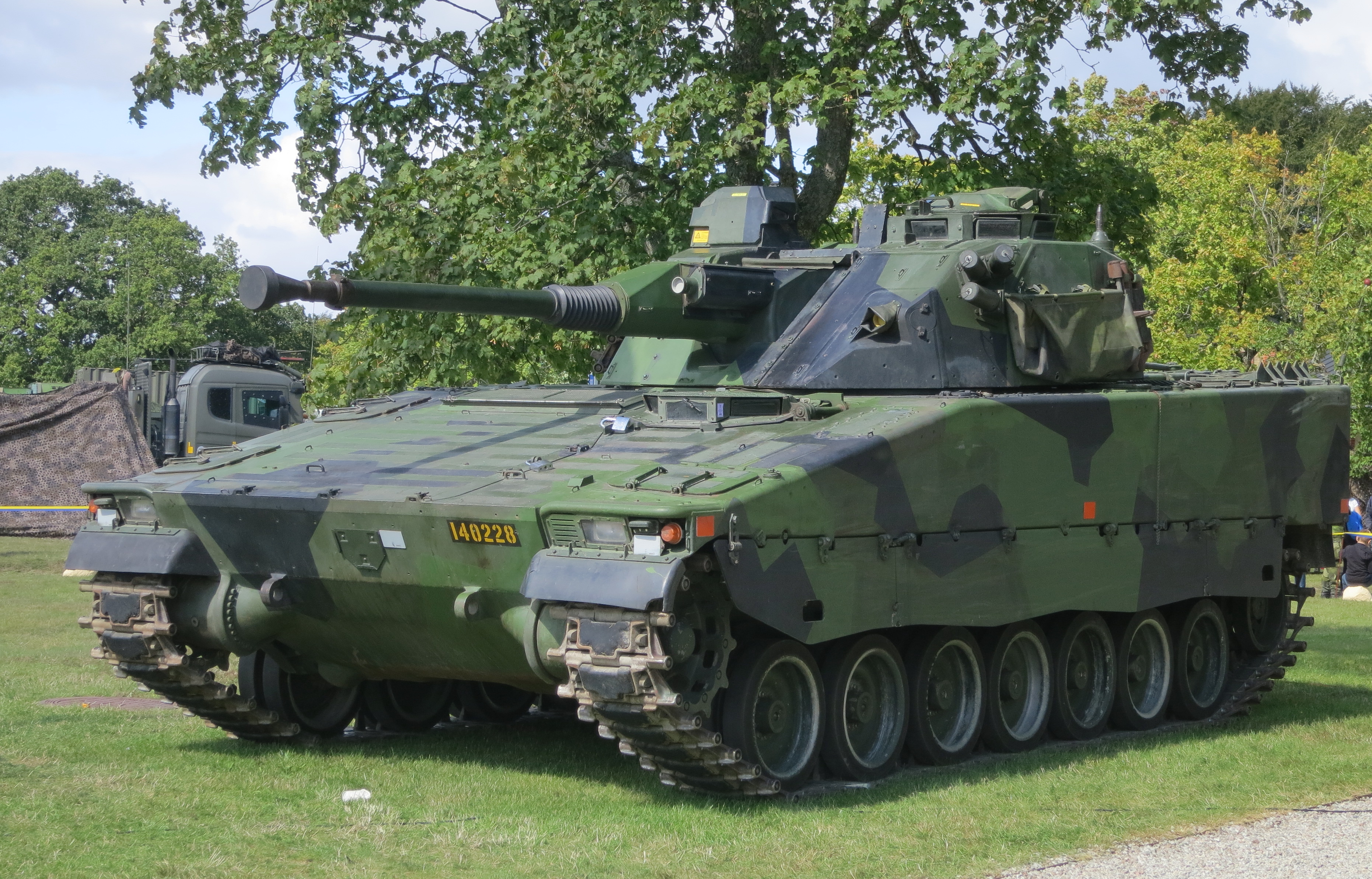
Stridsfordon 90
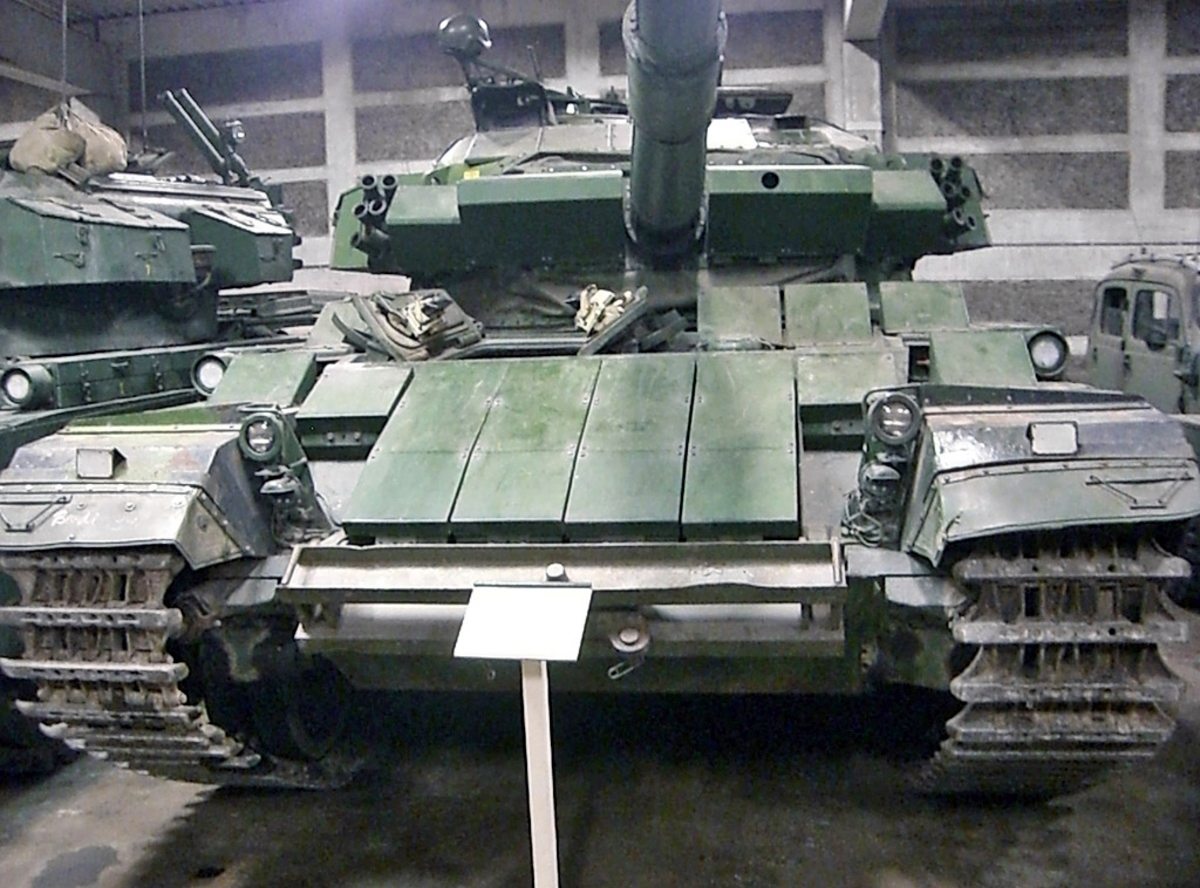
Stridsvagn 104
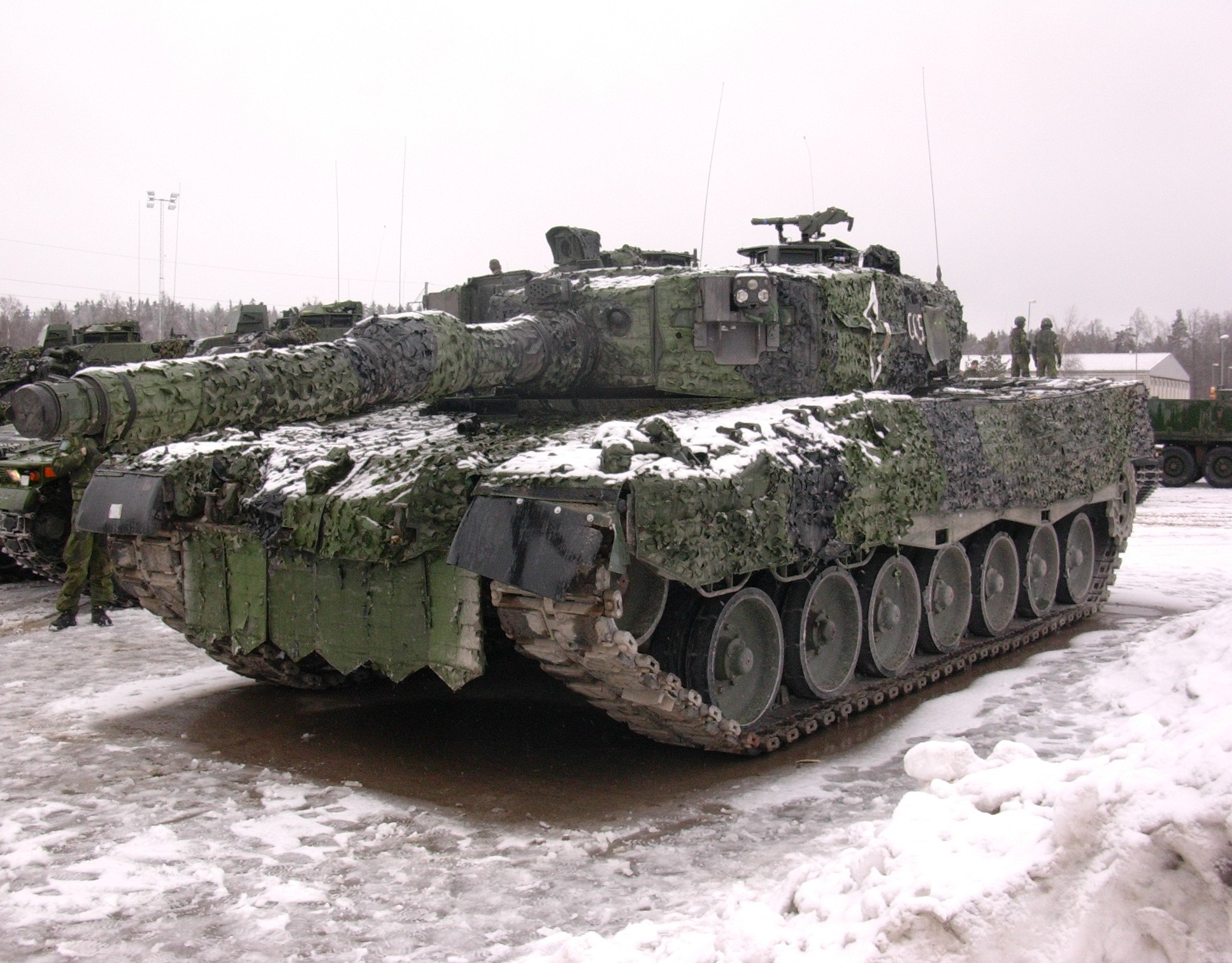
Stridsvagn 121
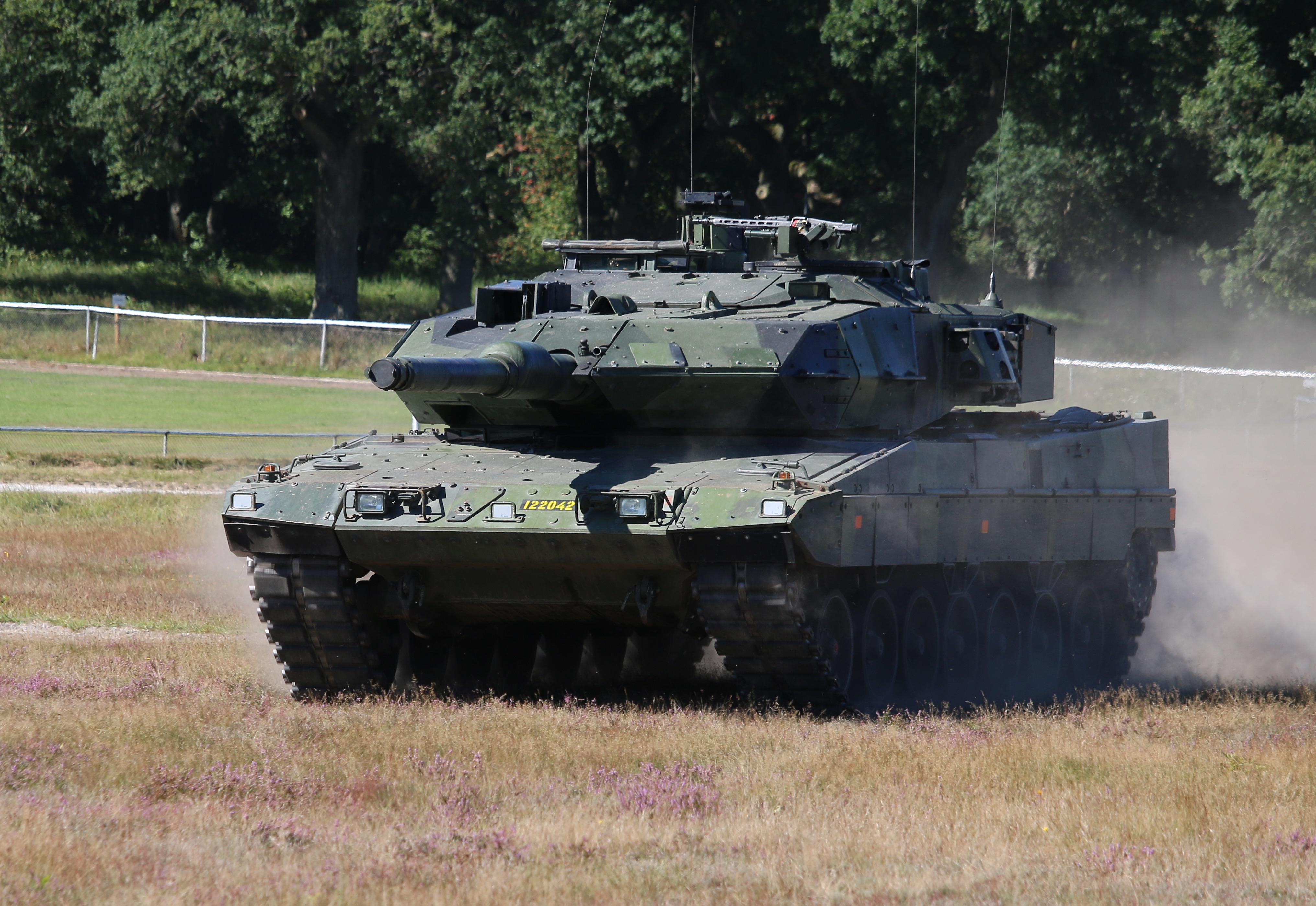
Stridsvagn 122
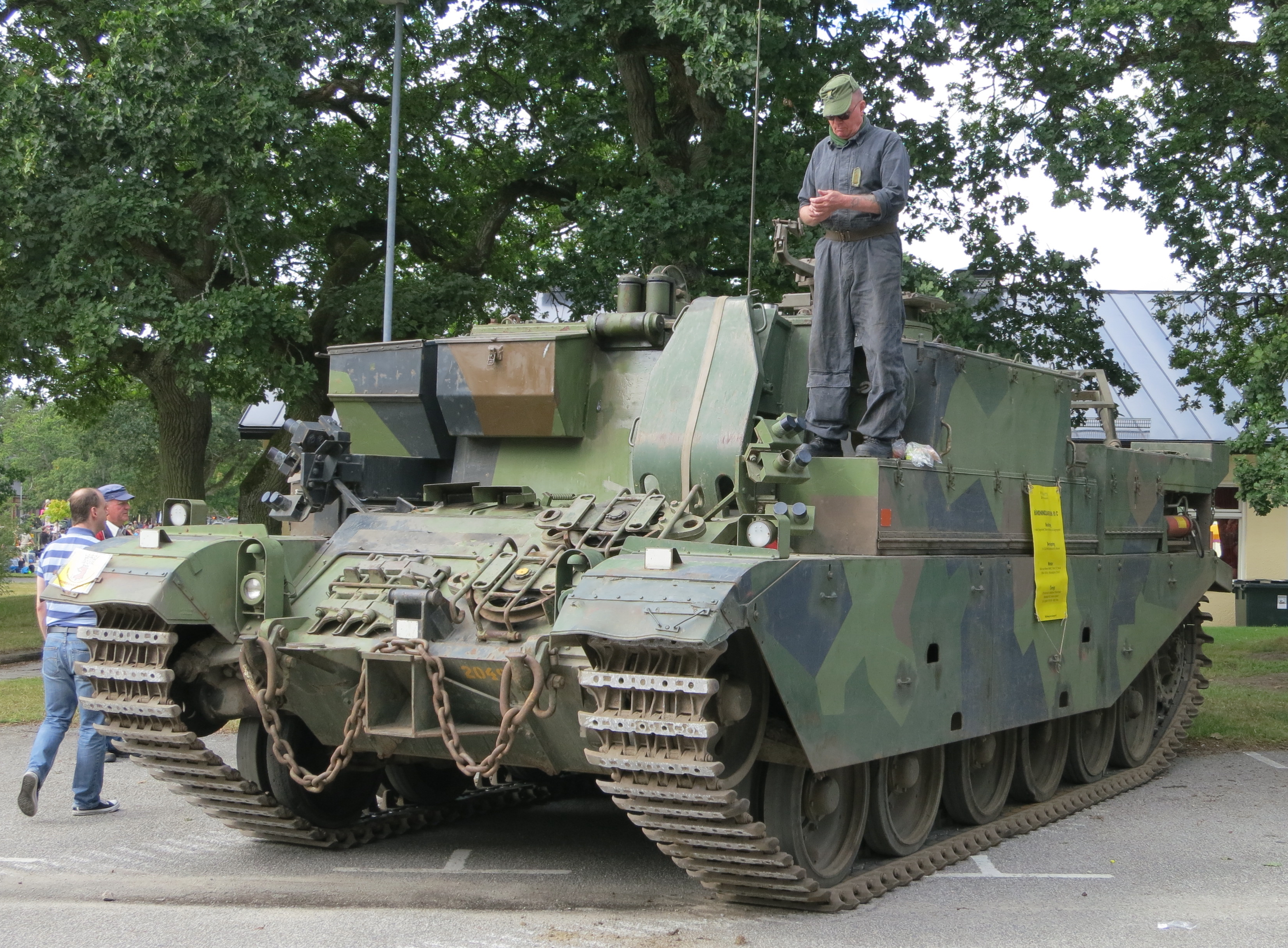
Bärgningsbandvagn 81
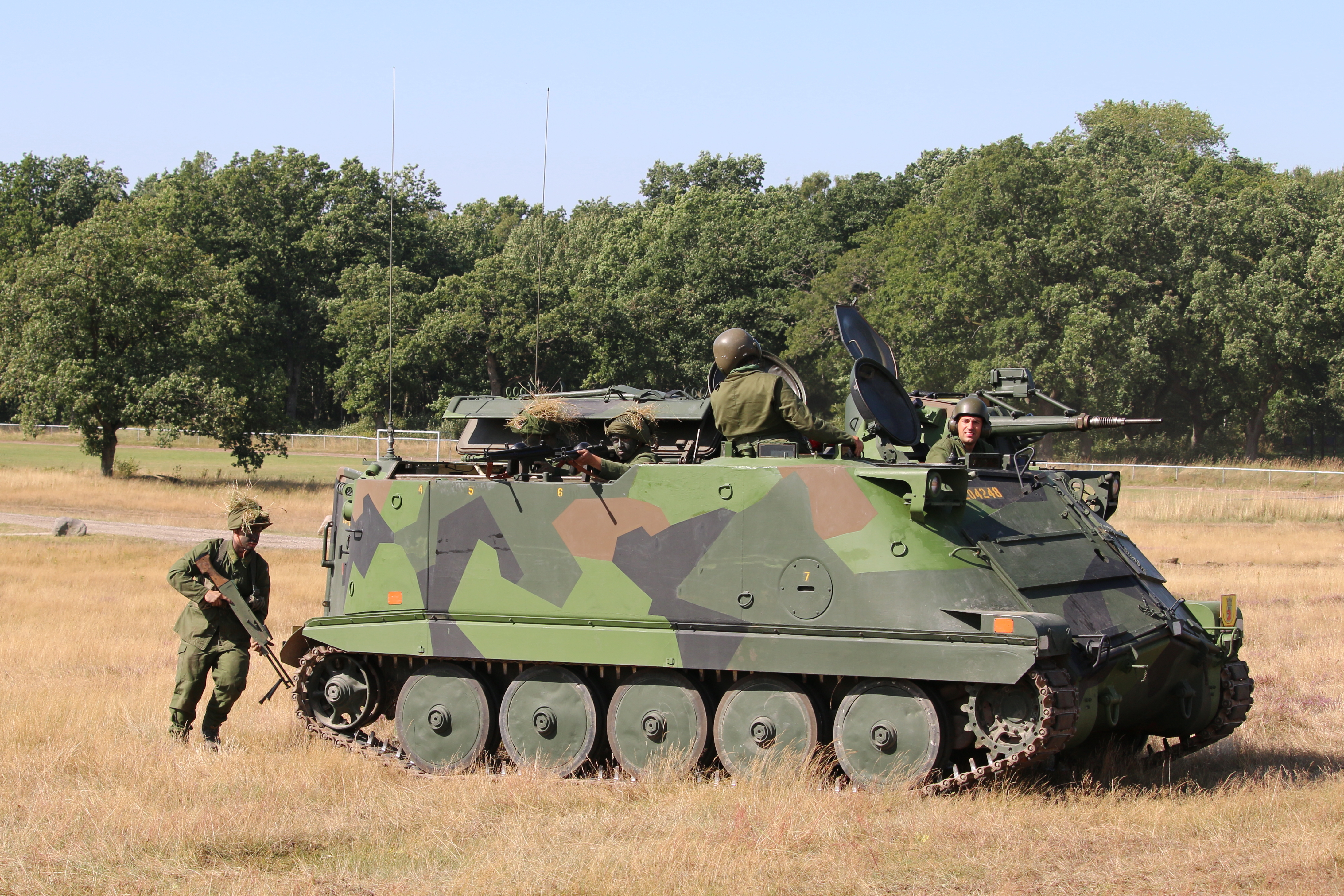
Pansarbandvagn 302
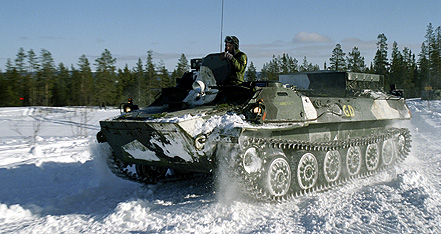
Pansarbandvagn 401
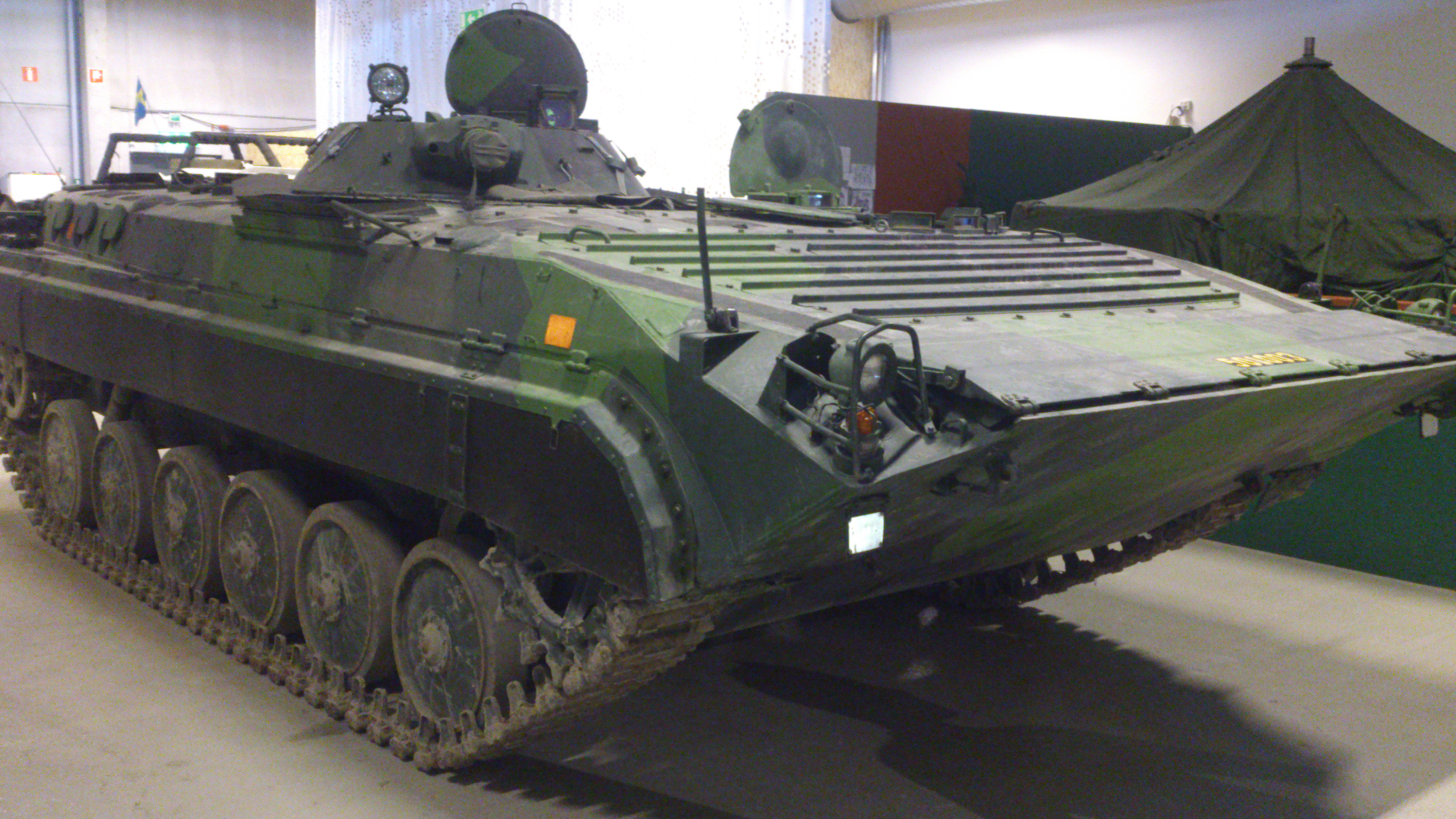
Pansarbandvagn 501
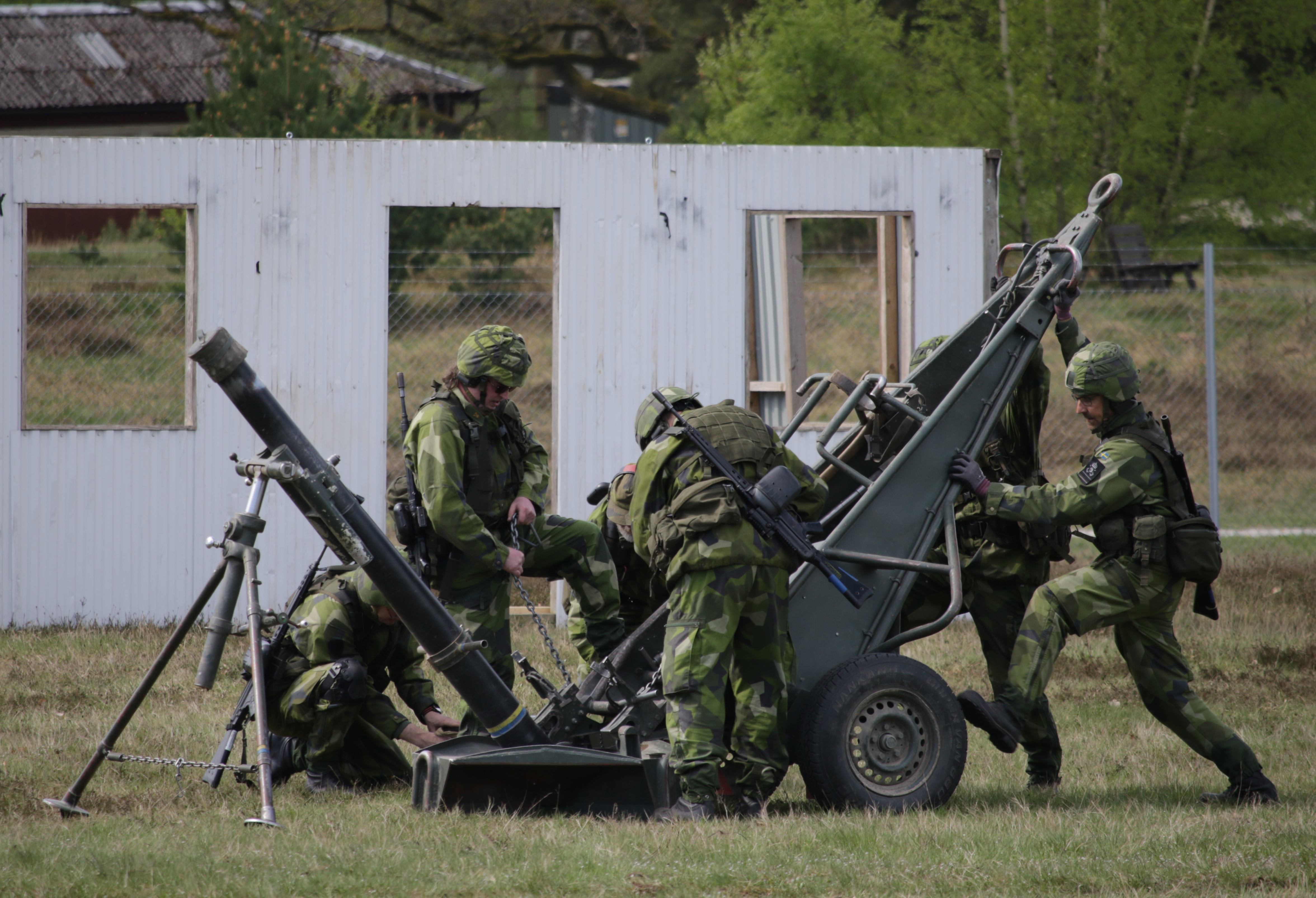
Granatkastare m/41
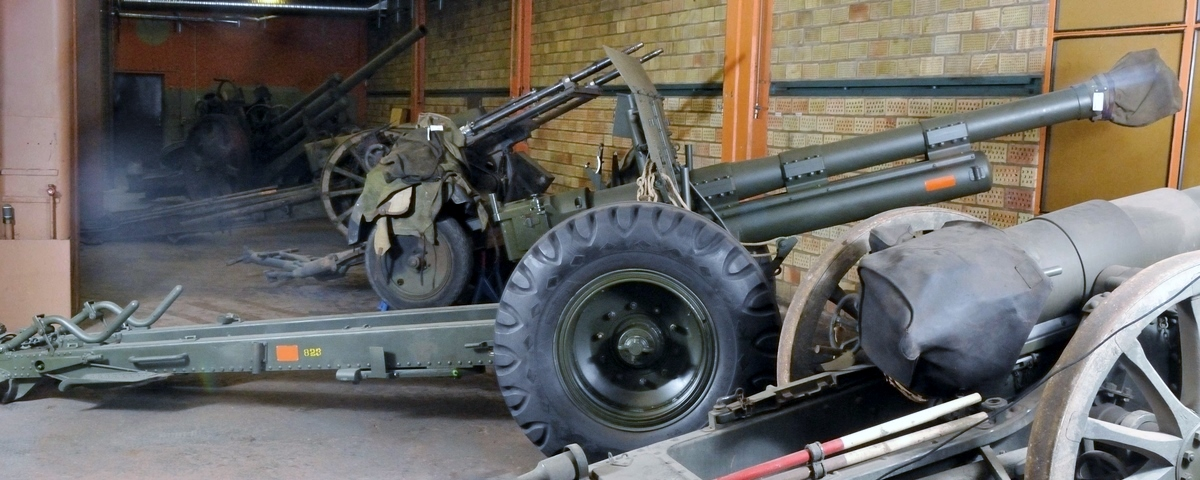
10,5 cm Haubits m/4140
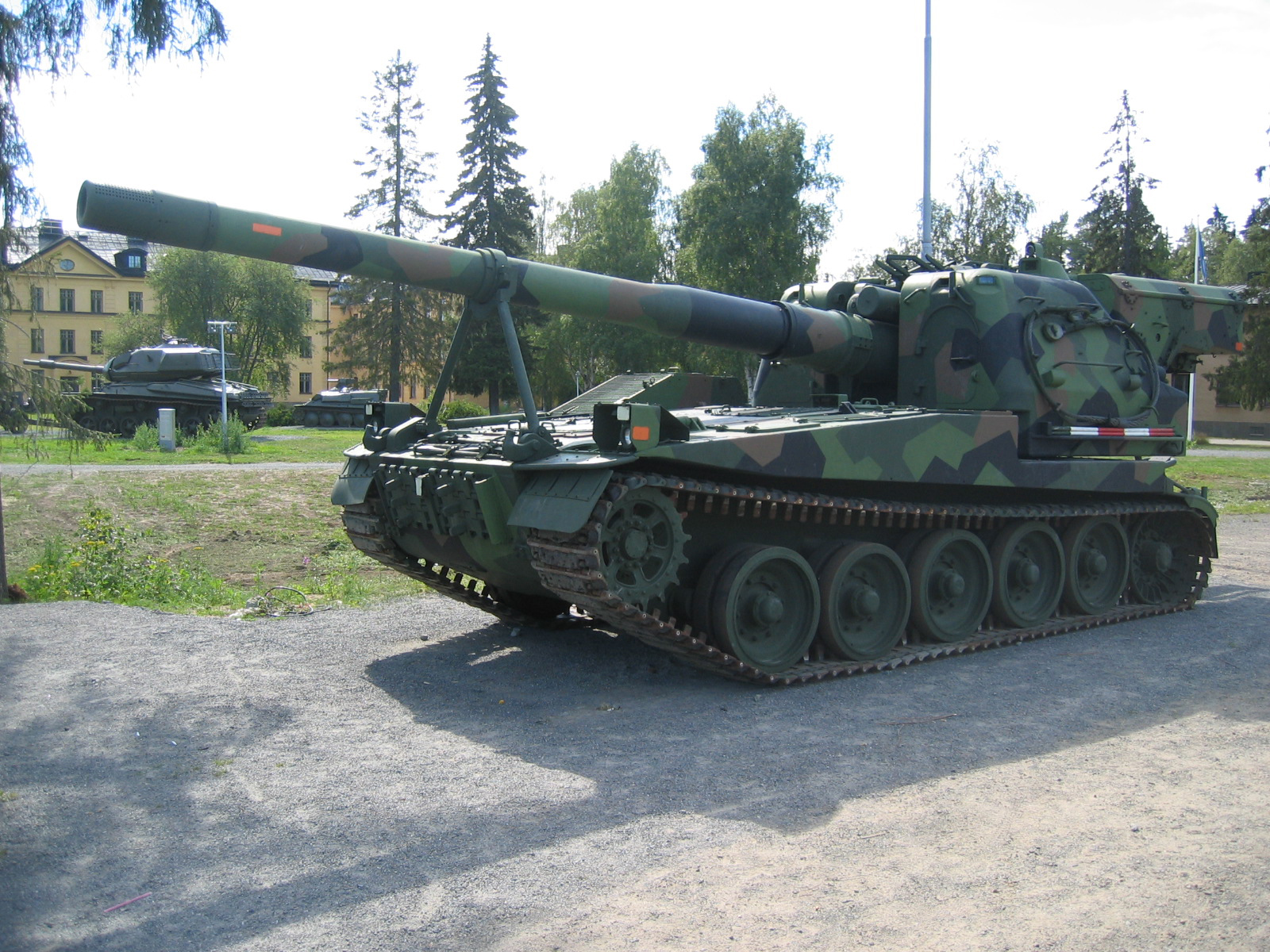
Bandkanon 1C
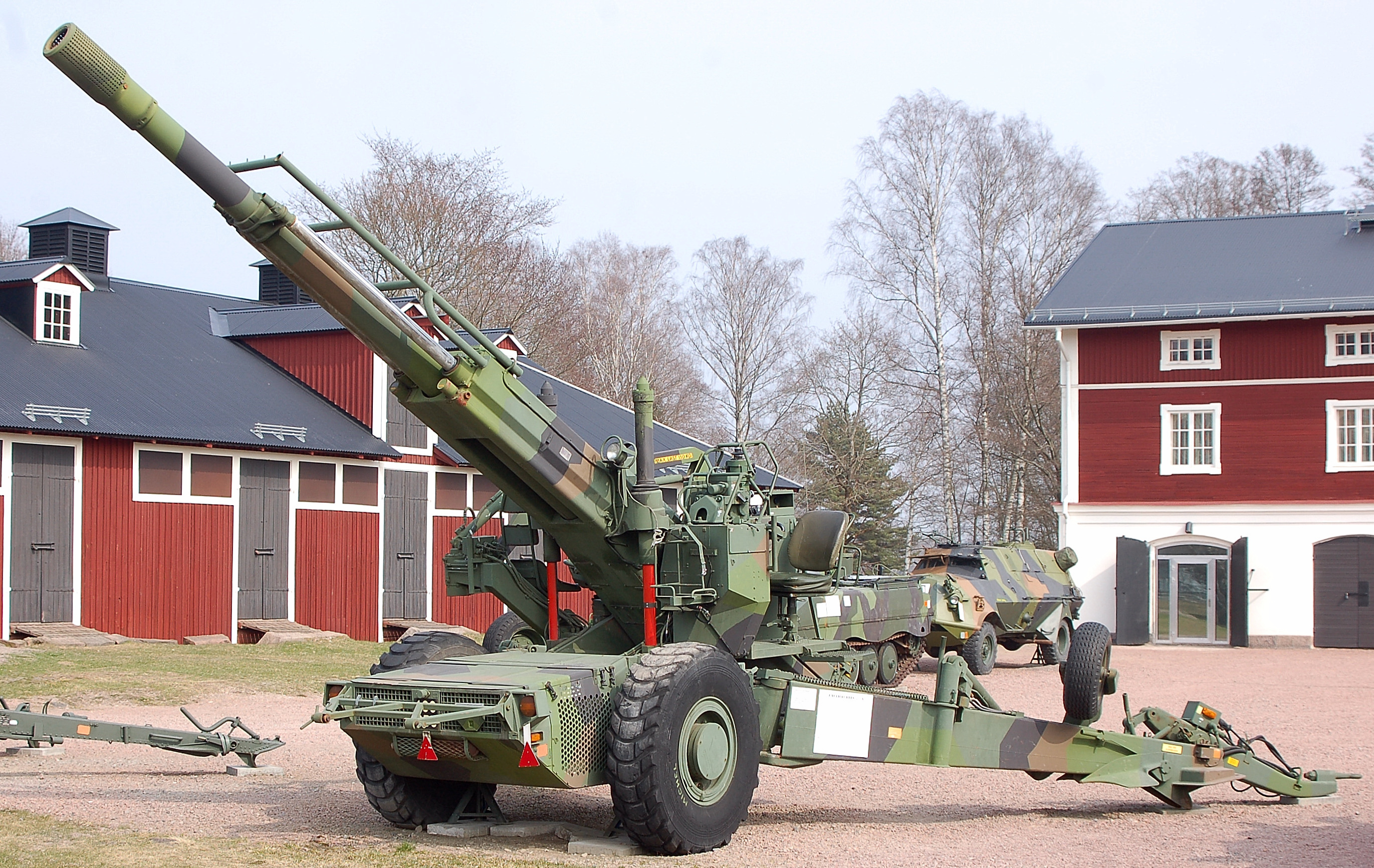
Haubits FH77A/B
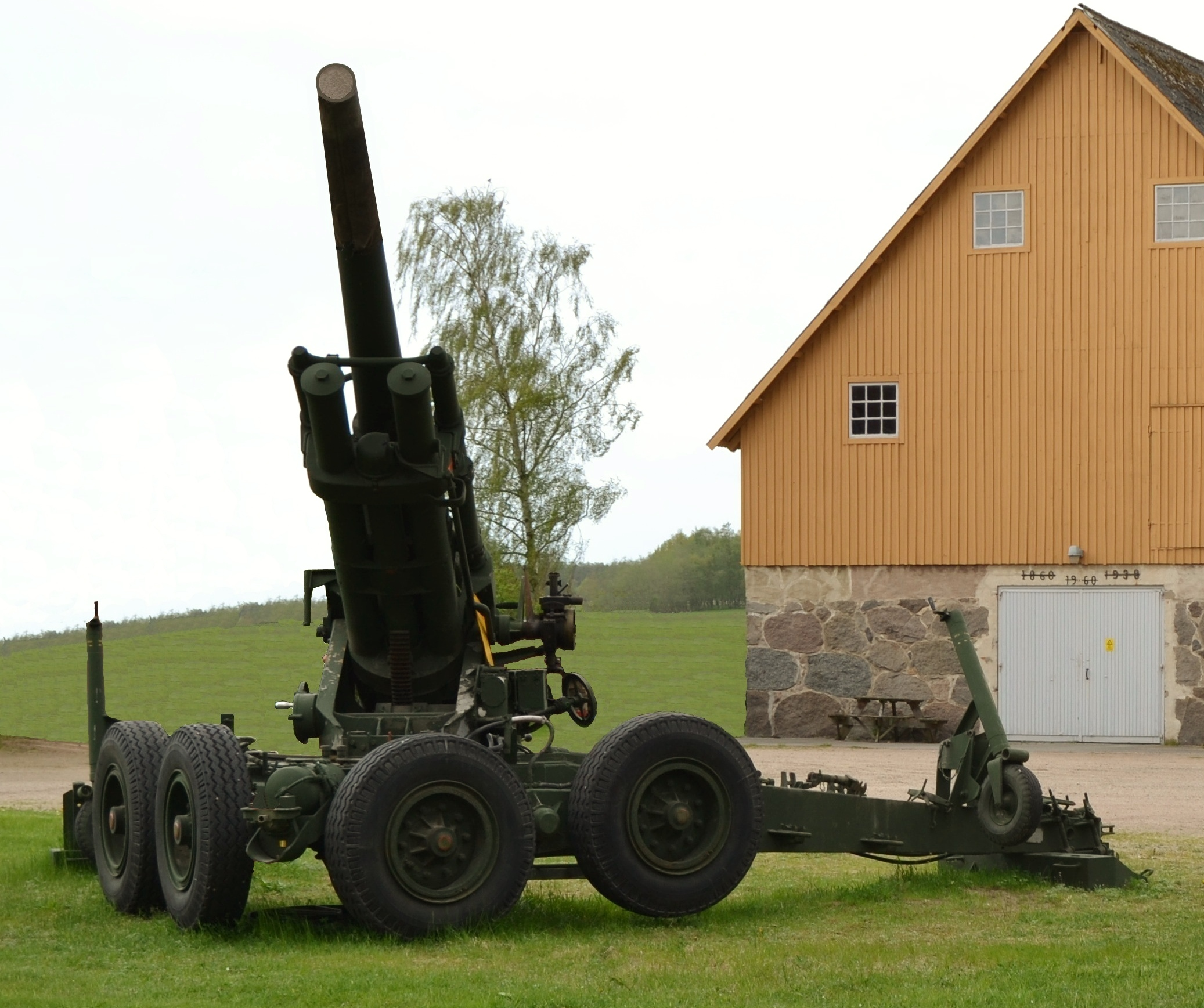
15,5 cm haubits F
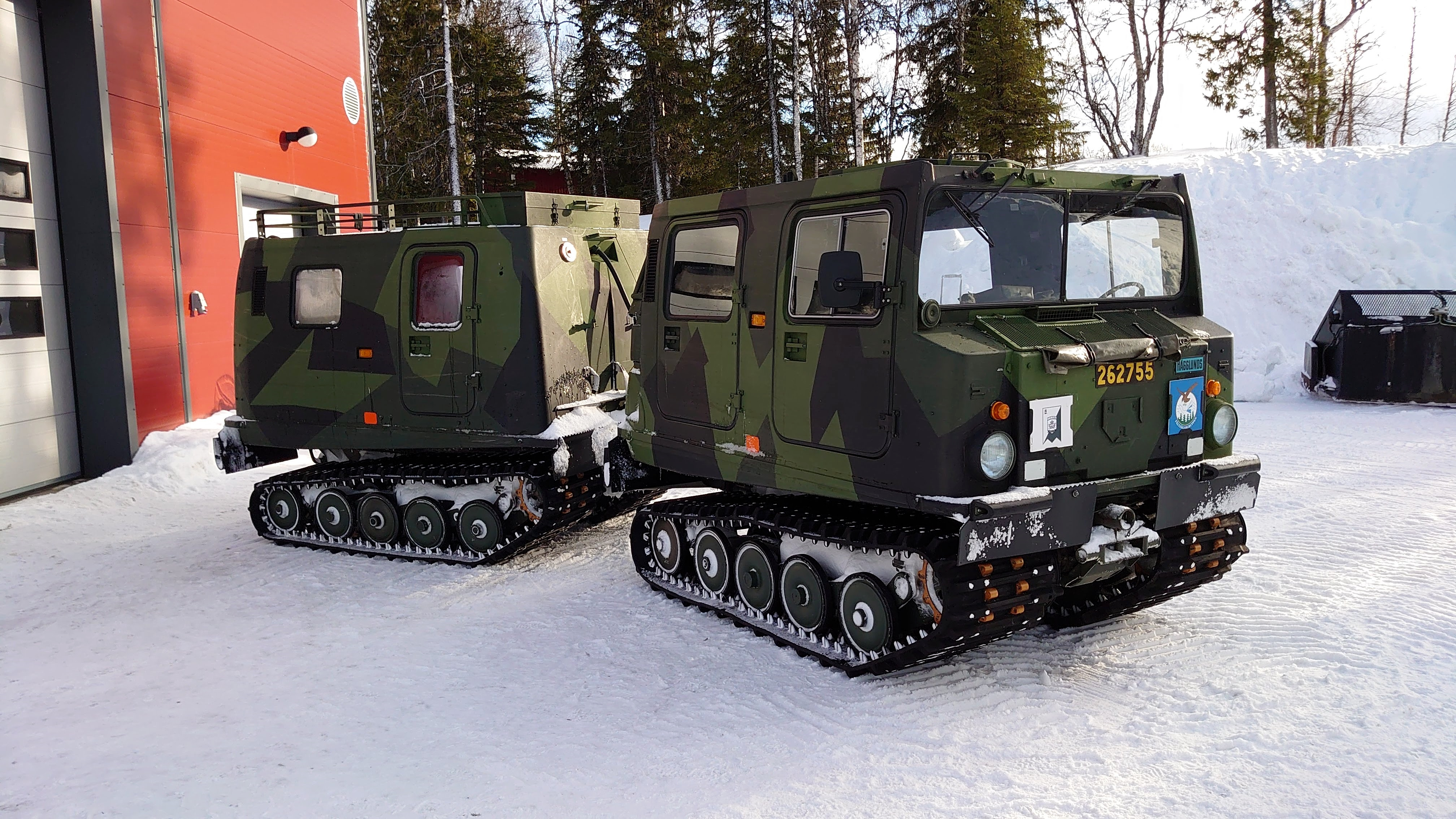
Bandvagn 206/208
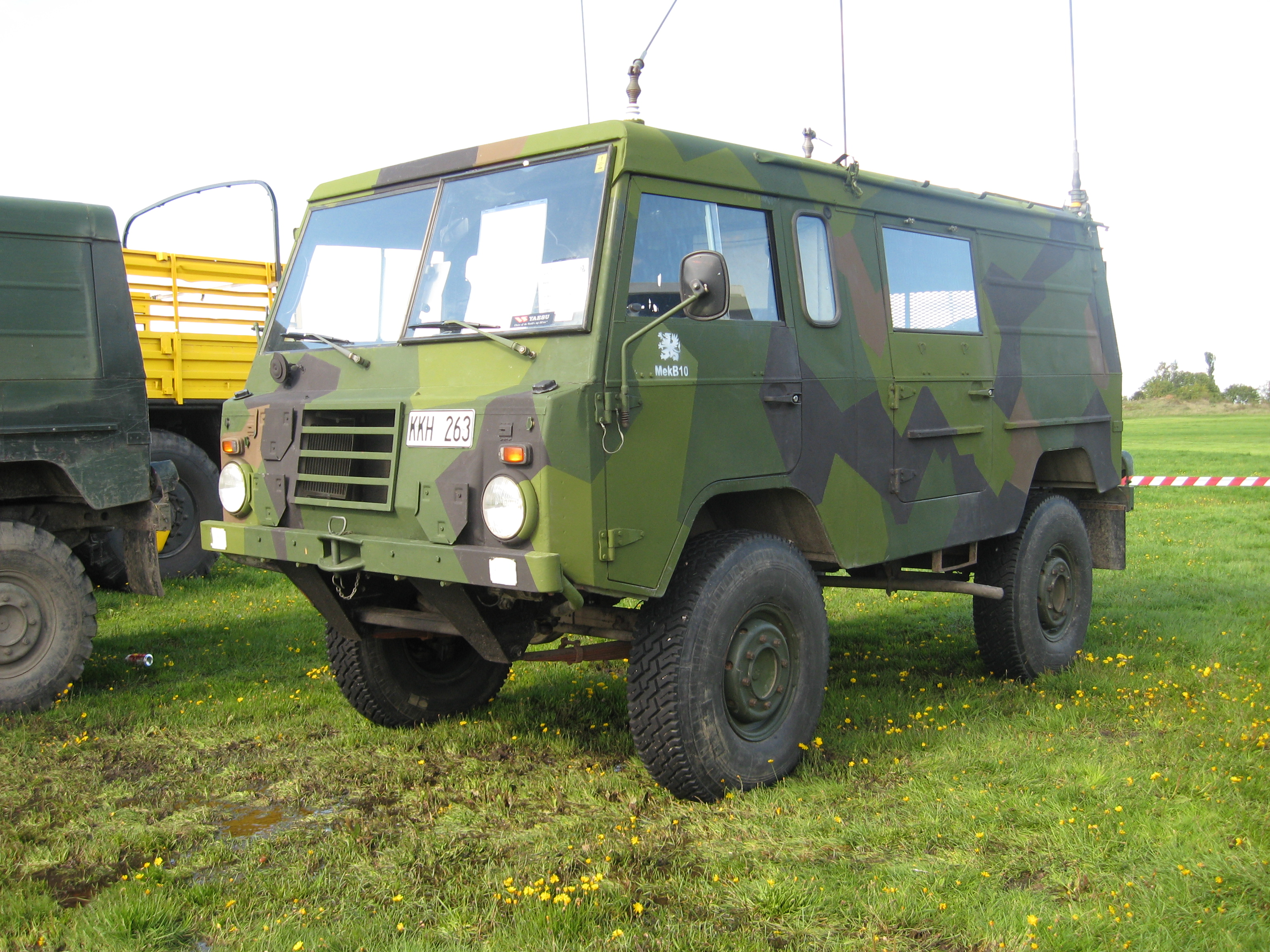
Terrängbil 11
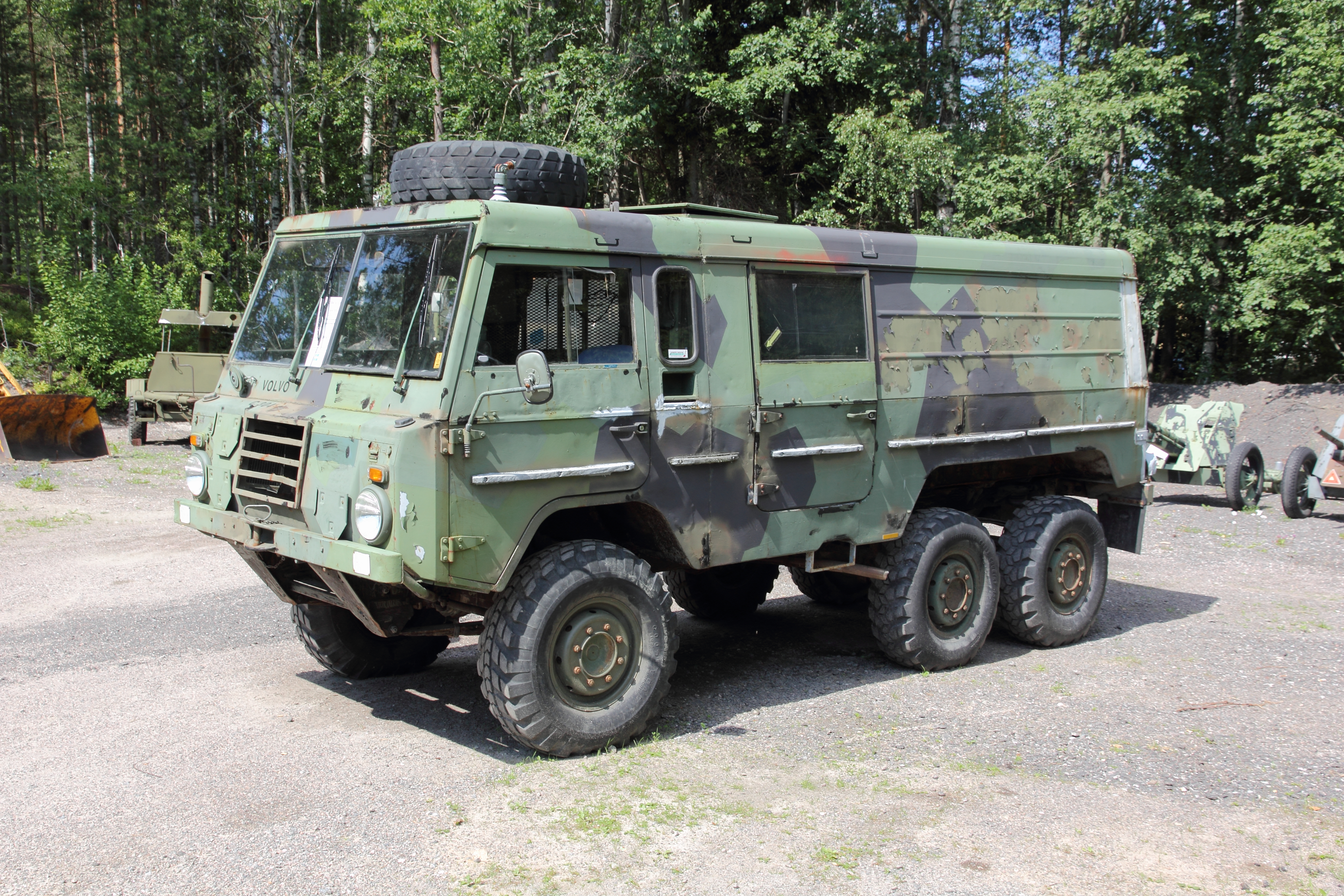
Terrängbil 13
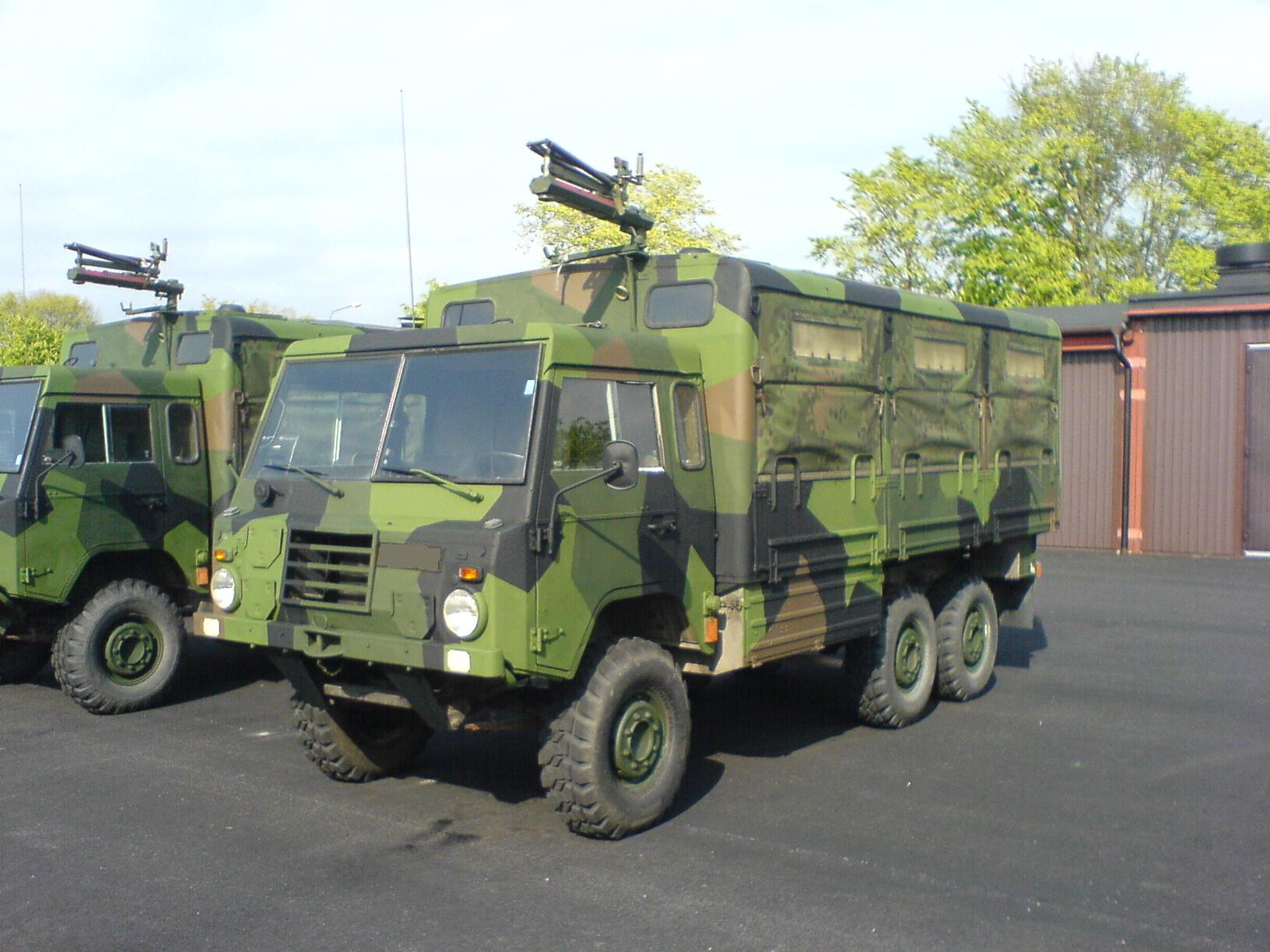
Terrängbil 20
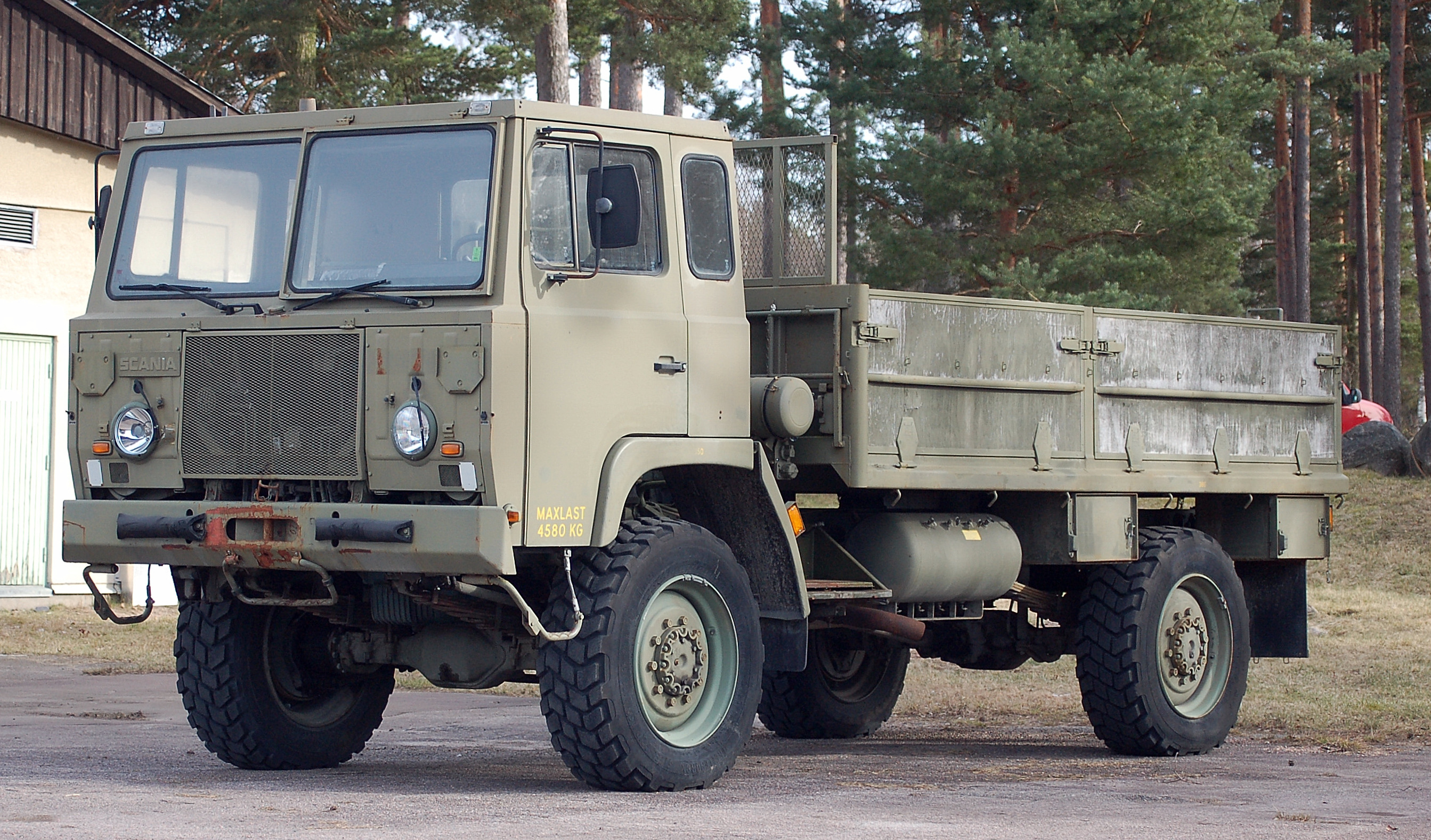
Terrängbil 30
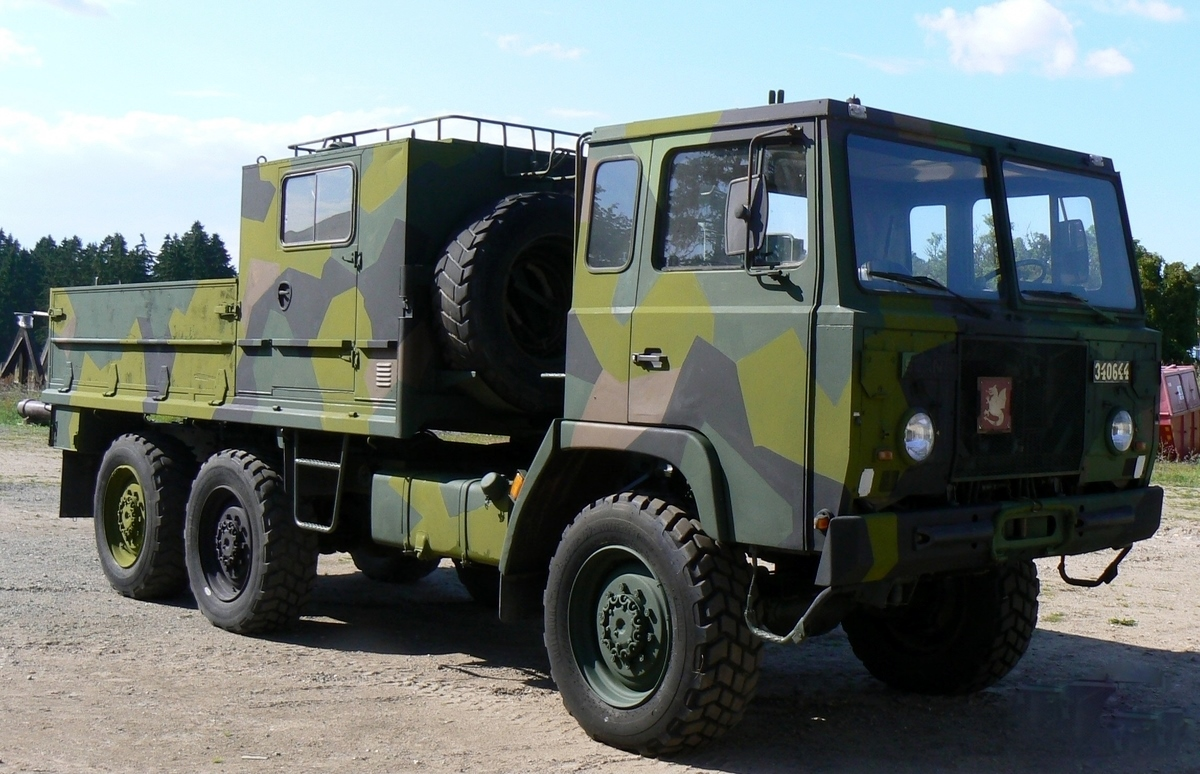
Terrängbil 40

### Krigsorganisation
I fredstid var i stort sett samtliga enheter i den svenska armén obemannade. Det enda undantaget var Gotlandsbrigaden (MekB 18), som i regel var fullt bemannad hela tiden. Vanligtvis rekryterades personal till brigader inom det län där brigaden var utbildades. Dock fanns det undantag, Gotlandsbrigaden och Norrbottensbrigaden vars personal kom från hela Sverige. Arméns resurser efter mobilisering i läge 1999 framgår av nedan sammanställning: 
- 3x arméfördelningsstaber
- 4x infanteribrigader
- 3x norrlandsbrigader
- 6x mekaniserade brigader
- 3x artilleriregementetsstaber
- 60x bataljoner (infanteri-, jägar- (fallskärms-, Norrlands- och Lapplands-), artilleri-, luftvärns-, ingenjörbataljoner)
- 170x Hemvärnskretsar

#### Arméfördelningar
Förutom de 13 brigader som aktiverades vid mobilisering inom respektive militärområde, fanns även tre arméfördelningsstaber som aktiverades samtidigt. Arméfördelningarna var till antalet tre, geografiskt sprida över landet, vilka taktiskt ledde 3–5 brigader inom sitt militärområde.
De tre arméfördelningar som fanns var:
- Östra arméfördelningen (4. förd) i Strängnäs garnison (Mellersta militärområdet)
- Södra arméfördelningen (13. förd) i Kristianstads garnison  (Södra militärområdet)
- Övre norra arméfördelningen (6. förd) i Bodens garnison  (Norra militärområdet)

Förutom de tre till fem brigader som ingick i varje arméfördelningen, betjänades arméfördelningarna av stabs- och sambandsförband.

#### Brigader
| Nummer  | Namn                  | Ort                  | Arméfördelningen         | Militärområde            | Mobiliseringsområde                  | Brigadtyp             |
| ------- | --------------------- | -------------------- | ------------------------ | ------------------------ | ------------------------------------ | --------------------- |
| IB 1    | Gula brigaden         | Kungsängens garnison | Östra arméfördelningen   | Mellersta militärområdet | Stockholms län                       | Infanteri IB 2001     |
| IB 2    | Värmlandsbrigaden     | Karlstads garnison   | Östra arméfördelningen   | Mellersta militärområdet | Värmlands län                        | Infanteri IB 2001     |
| IB 12   | Smålandsbrigaden      | Eksjö garnison       | Södra arméfördelningen   | Södra militärområdet     | Jönköpings län                       | Infanteri IB 2001     |
| IB 16   | Hallandsbrigaden      | Halmstads garnison   | Södra arméfördelningen   | Södra militärområdet     | Hallands län                         | Infanteri IB 2001     |
| NB 5    | Fältjägarbrigaden     | Östersunds garnison  | Norra arméfördelningen   | Norra militärområdet     | Jämtlands län                        | Norrland NB 2001      |
| NB 13   | Dalabrigaden          | Falu garnison        | Östra arméfördelningen   | Mellersta militärområdet | Dalarnas län                         | Norrland NB 2001      |
| NB 21   | Ångermanlandsbrigaden | Sollefteå garnison   | Norra arméfördelningen   | Norra militärområdet     | Västernorrlands län                  | Norrland NB 2001      |
| MekB 7  | Malmöbrigaden         | Revinge garnison     | Södra arméfördelningen   | Södra militärområdet     | Skånes län                           | Mekaniserad MekB 2001 |
| MekB 8  | Göingebrigaden        | Hässleholms garnison | Södra arméfördelningen   | Södra militärområdet     | Skånes län                           | Mekaniserad MekB 2001 |
| MekB 9  | Skaraborgsbrigaden    | Skövde garnison      | Södra arméfördelningen   | Södra militärområdet     | Västra Götalands län                 | Mekaniserad MekB 2001 |
| MekB 10 | Södermanlandsbrigaden | Strängnäs garnison   | Östra arméfördelningen   | Mellersta militärområdet | Södermanlands län                    | Mekaniserad MekB 2001 |
| MekB 18 | Gotlandsbrigaden      | Visby garnison       | Gotlands militärkommando | Mellersta militärområdet | Gotlands län samt Svenska fastlandet | Mekaniserad MekB 2001 |
| MekB 19 | Norrbottensbrigaden   | Bodens garnison      | Norra arméfördelningen   | Norra militärområdet     | Norrbottens län                      | Mekaniserad MekB 2001 |

#### Brigadorganisationer
År 1999 fanns det inom Armén tre brigadtyper. En typ av infanteribrigad, en typ av mekaniserad brigad och en typ av norrlandsbrigad.

##### Mekaniserad brigad
Inom armén fanns det sex mekaniserade brigader organiserade som Mekaniserad MekB 2001. Varje brigad mönstrade 5,600 man och samtliga brigader var koncentrerade till södra Sverige, med undantag för MekB 19 i Norrbotten. De brigader som 1999 var organiserade som MekB 2001 var MekB 7, MekB 8, MekB 9, MekB 10, MekB 18 och MekB 19.
- Brigadstaben
- 1x brigadledningskomapni
- 1x mekaniserad spaningskompani
- 3x mekaniserad bataljon
- 1x mekaniserad pansarvärnsbataljon
- 1x mekaniserad luftvärnsbataljonen
- 1x mekaniserad underhållsbataljon
- 1x mekaniserad pionjärbataljon
- 1x mekaniserad haubitsbataljon

##### Infanteri- och Norrlandsbrigader
Inom armén fanns det fyra infanteribrigader av Typ IB 2001 samt tre NB 2001. Varje brigad mönstrade 5,200 man. IB/NB 2001 var efterföljaren till IB 77-organisationen och innebar i huvudsak att infanteriet var mekaniserade och att stridande personal kunde förflyttas uppsuttna i huvudsak bepansrade stridsfordon. De brigader som var organiserade som IB/NB 2001, skulle med egna resurser kunna förflytta sig 500 kilometer per dygn. De brigader som 1999 var organiserade som IB/NB 2001 var IB 1, IB 2, IB 12, IB 16, NB 5, NB 13 och NB 21.
- Brigadledning
- 1x brigadspaningskompani
- 2x mekaniserade bataljoner / Norrlandsmekaniseradbataljon
- 2x brigadskyttebataljoner / Norrlandsskyttebataljon
- 1x brigadpansarvärnskompani
- 1x bandpansarvärnskompani
- 1x brigadluftvärnskompani
- 1x brigadhaubitsbataljon
- 1x brigadpionjärsbataljon
- 1x brigadunderhållsbataljon

## Flygvapnet

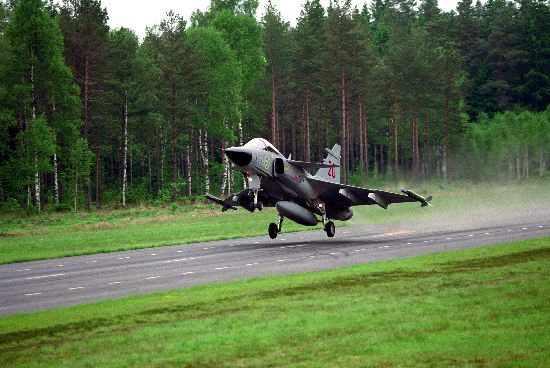
JAS 39A Gripen ur Flygvapnet startar från kortbana belägen längst allmän väg.

Inom Flygvapnet stod flygflottiljerna under befäl av tre geografiska flygkommandon, medan helikopterverksamheten med flygräddningsgrupperna överfördes till den nybildade Helikopterflottiljen. Flygvapnets resurser efter mobilisering i läge 1999 framgår av nedan sammanställning av attackflyg-, jaktflyg- och spaningsflygdivisioner:
- 3x stridsflygdivisioner, med JAS 39 Gripen – enhetsflygplan.
- 7x jaktflygdivisioner, med JA 37 Viggen – jaktflygplan.
- 2x attack-, jakt-, spaningsflygdivisioner, med AJS 37 Viggen – enhetsflygplan.
- 4x centrala transportflygdivisioner
- 4x regionala transportflygdivisioner
- 16x basbataljoner
- 6x stridslednings- och luftbevakningsbataljoner
- 3 flygkommandostaber

År 1999 utgick den sista Drakendivisioner inom Flygvapnet. De sista Drakendivisionen var baserade vid F 10 i Ängelholm och fungerade som ett stöd till den tidigare exporten av flygplanssystemet till Danmark, Finland och Österrike. De ursprungliga åtta Viggendivisionerna hade blivit sju och var baserade vid F 4, F 16, F 17 och F 21. F 10 och F 16 vidmakthöll de lätta attackflygdivisionerna, vilka i fredstid utbildade flygförare till Flygvapnet.

### Flygvapnet 1999
Nedan anges de centrum, flottiljer, skolor och divisioner som var aktiva 1999 och svarade för utbildning av personal och förband till krigsorganisationen.
- Flygvapencentrum i Uppsala garnison
  - FMC – Flygmedicincentrum i Stockholm
    - FK N – Norra flygkommandot Luleå garnison Luftförsvarssektor Norr (täckte geografiskt Norra militärområdet)
    - FK M – Mellersta flygkommandot Uppsala garnison Luftförsvarssektor Mitt (täckte geografiskt Mellersta militärområdet och Gotlands militärkommando)
    - FK S – Södra flygkommandot Ängelholms garnison Luftförsvarssektor Syd (täckte geografiskt Södra militärområdet)

- - F 7 – Skaraborgs flygflottilj, baserad på Såtenäs flygplats
    - 71. stridsflygdivisionen, med JAS 39A/B Gripen – enhetsflygplan.
    - 72. stridsflygdivisionen, med JAS 39A/B Gripen – enhetsflygplan.
    - 71. transportflygdivisionen, med 8x Tp 84 och 4x Super King Air 200
    - Flygbasjägarskolan, Flygbasjägare

- - F 4 – Jämtlands flygflottilj, baserad på Frösö flygplats
    - 41. jaktflygdivisionen, med JA 37 Viggen – jaktflygplan.
    - 42. jaktflygdivisionen, med JA 37 Viggen – jaktflygplan.
    - Typinflygning- och telekrigsgruppen, med Sk 37E Viggen (tvåsitsigt skol- och störflygplan).)

- - F 10 – Skånska flygflottiljen, baserad på Ängelholms flygplats
    - Flygskolan, med Saab 1055A/B/C – skolflygplan
    - 101. spaningsflygdivisionen,  med AJSF 37 Viggen (fotospaningsflygplan), och AJSH 37 Viggen (havsövervakningsflygplan).
    - 102. stridsflygdivisionen, med JAS 39A Gripen – enhetsflygplan.

- - F 14 – Försvarsmaktens Halmstadsskolor, baserad på Halmstads flygplats
    - BasUhS – Försvarsmaktens bas- och underhållsskola
    - FTS – Flygtekniska skolan
    - FFL – Flygtrafiktjänstskolan
    - ITS – Informationsteknologiskolan
    - VÄDS – Flygvapnets väderskola

- - F 16 – Upplands flygflottilj, baserad på Ärna flygplats
    - 162. jaktflygdivisionen, med JA 37 Viggen – jaktflygplan.
    - 163. jaktflygdivisionen, med JA 37 Viggen – jaktflygplan.
    - F 16 Gotland – detachement på Visby flygplats
    - F 16 Malmen – detachement på Malmens flygplats

- - F 17 – Blekinge flygflottilj, baserad på Kallinge flygplats
    - 171. jaktflygdivisionen, med JA 37 Viggen – jaktflygplan.
    - 172. jaktflygdivisionen, med JA 37 Viggen – jaktflygplan.

- - F 20 – Flygvapnets Uppsalaskolor, baserad på Ärna flygplats
    - FBS – Flygvapnets flygbefälsskola
    - StrilS – Flygvapnets stridslednings- och luftbevakningsskola

- - F 21 – Norrbottens flygflottilj, baserad på Kallax flygplats
    - 211. spaningsflygdivisionen, med AJSF 37 Viggen (fotospaningsflygplan), och SH 37 Viggen (havsövervakningsflygplan).
    - 212. jaktflygdivisionen, med JA 37 Viggen – jaktflygplan.

### Flygvapnets flotta

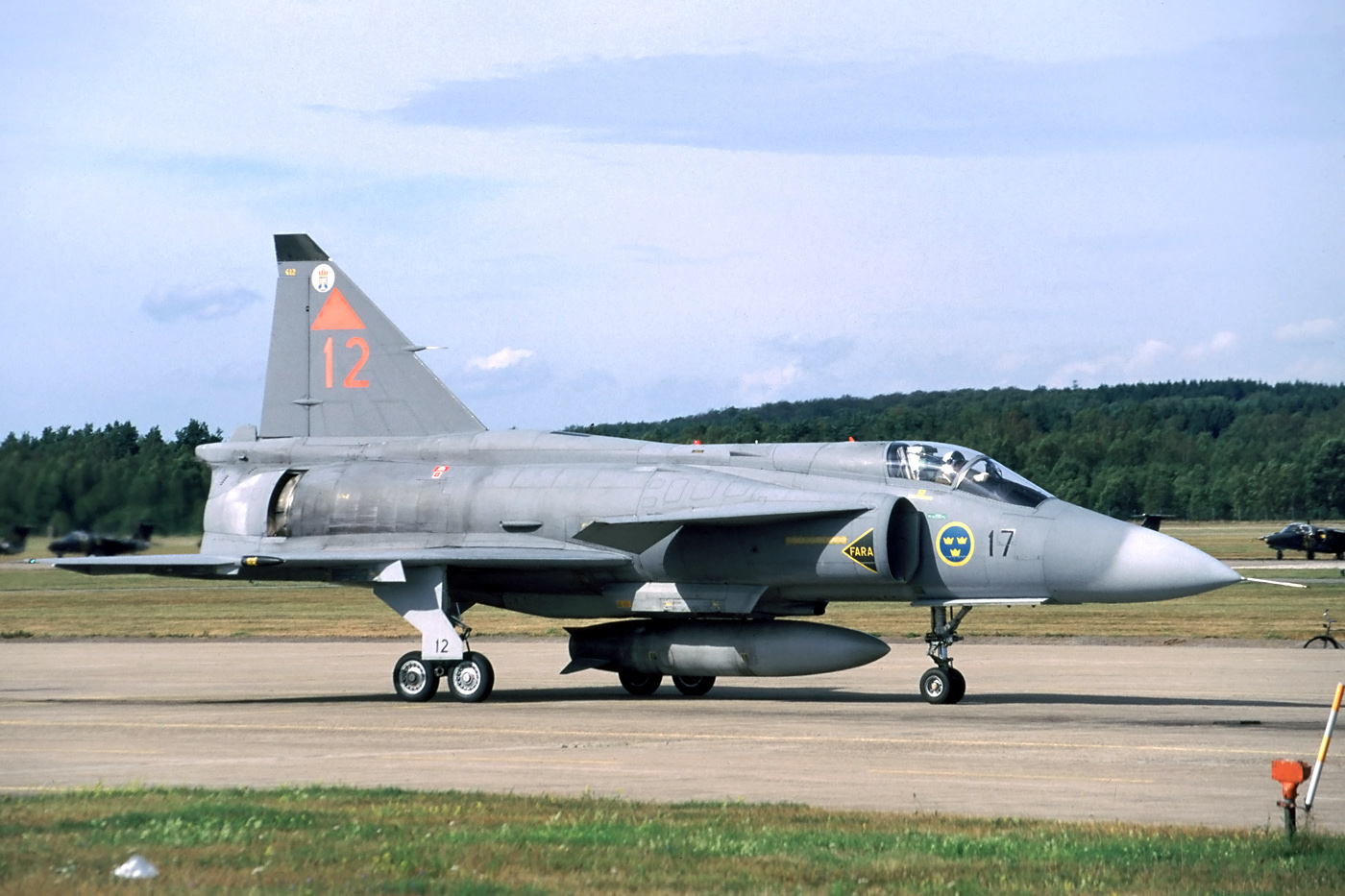
JA 37D Viggen från Blekinge flygflottilj

År 1999 bestod Flygvapnets flotta av:
- 90x JAS 39A/B Gripen – enhetsflygplan
- 130x JA 37 Viggen – jaktflygplan
- 60x AJS 37 Viggen – enhetsflygplan
- 14x Sk 37E Viggen – skol- och elektroniskt störflygplan

- 100x Sk 60 – skolflygplan och lätt attackflygplan
- 8x Tp 84 – transportflygplan
- 6x S 100B Argus – stridsledning- och luftbevakningsflygplan
- 2x S 102B Korpen – signalspaningsflygplan

Utöver de flygplan och helikoptrar som var i aktiv tjänst, fanns cirka 200–300 individer av J 35 Draken magasinerade, som en operativ reserv. I krigstid kunde Flygvapnet mobilisera 6x stridslednings- och luftbevakningsbataljoner och 16x basbataljoner, varav en del hade i uppgift att bemanna och aktivera flygbaser samt reservbanor inom Bas 90-systemet. Reservbanor var i regel flygrakor baserade på landsvägar, till exempel riksväg 21 i höjd med Ljungbyhed. Flygbaserna och landsvägsbanorna fanns spridda över hela Sverige, och dess geografiska lokalisering var hemlig.

## Marinen

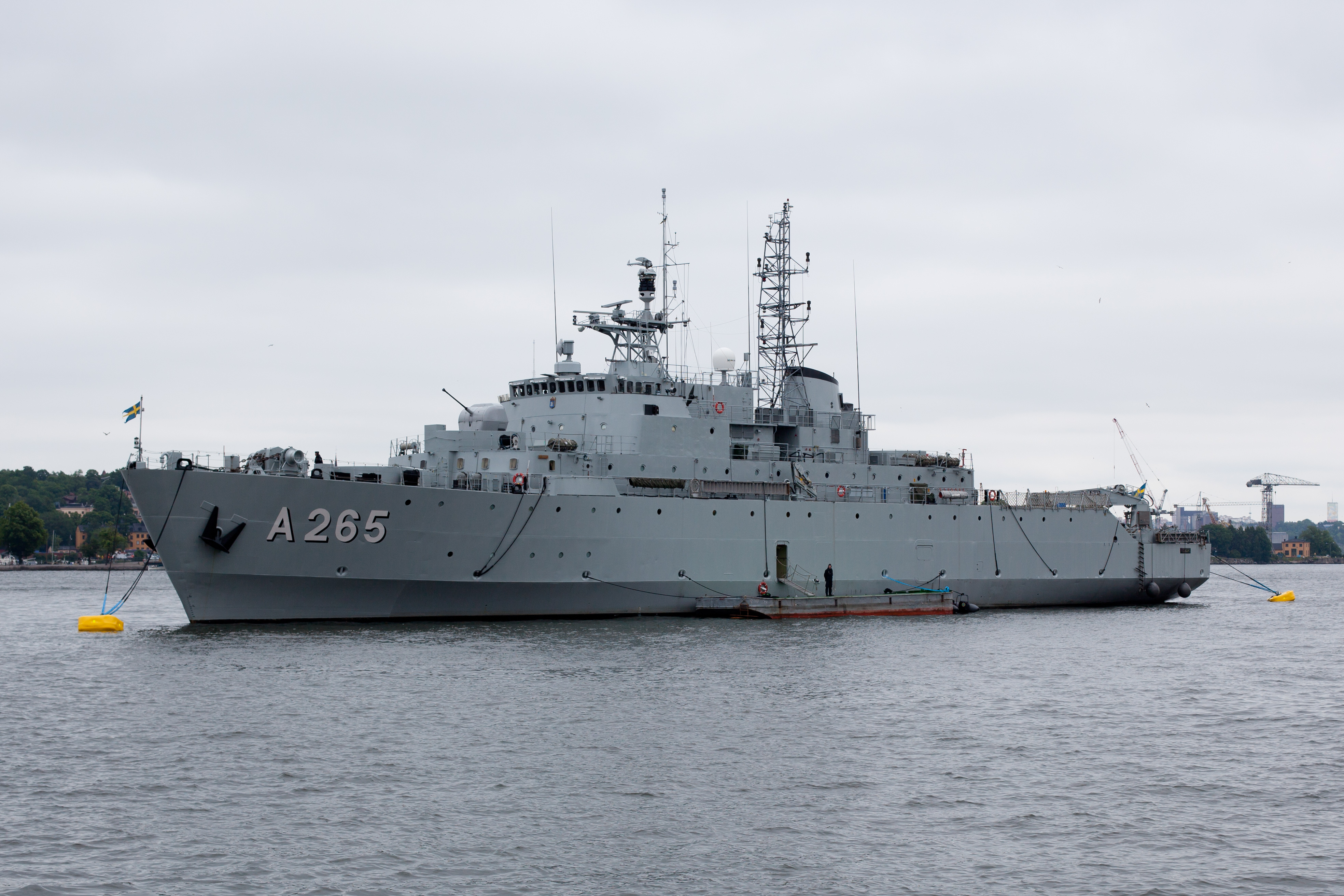
Flottans HMS Visborg (A265), lag- och ledningsfartyg

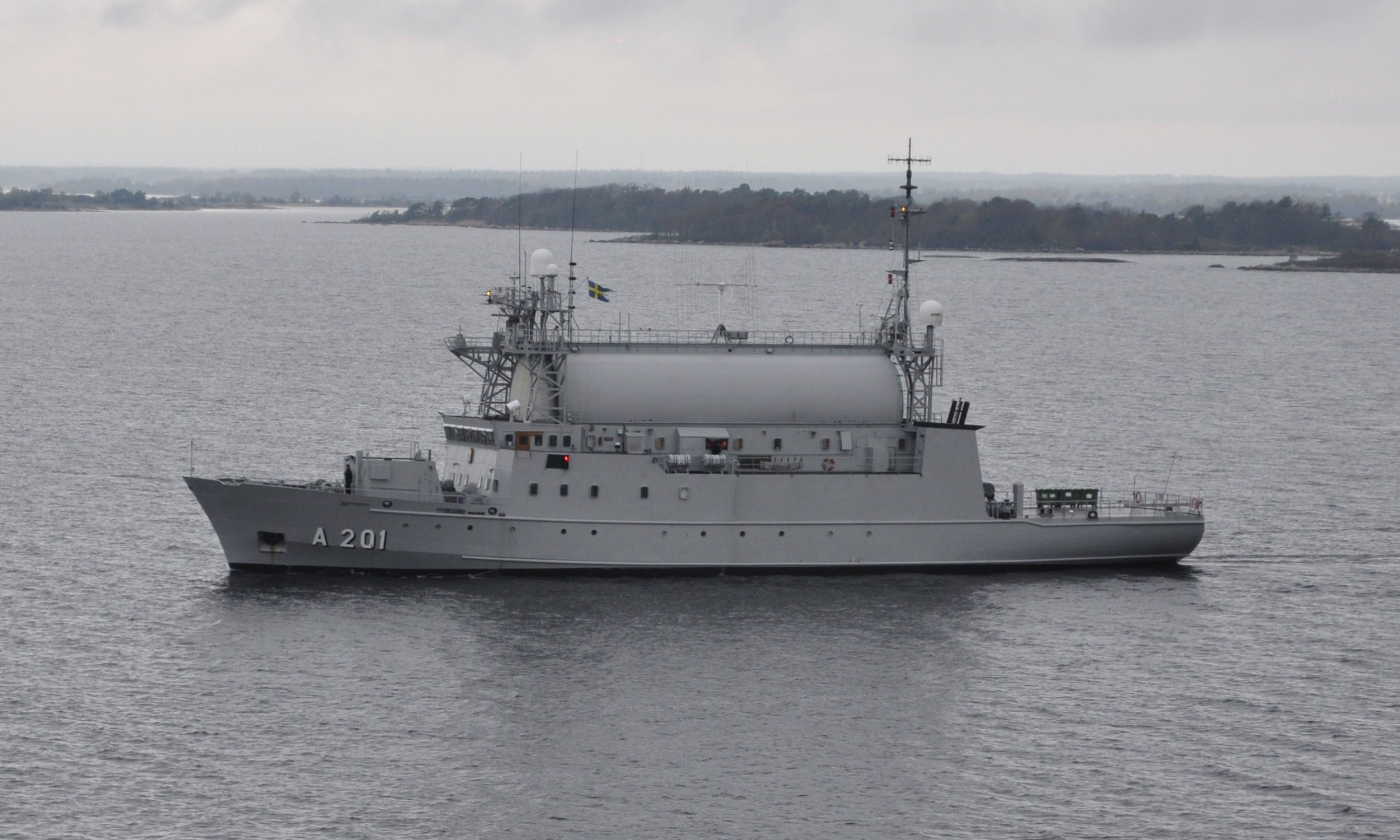
Flottans HMS Orion (A201), signalspaningsfartyg

År 1998 avvecklades Kustflottan och dess förband, istället kom marinens freds- och krigsorganisation att ledas av fyra regionala marinkommandon, vilka i sin tur leddes av en militärbefälhavare. Flottans resurser efter mobilisering i läge januari 1998 framgår av nedan sammanställning.
- 2x ytstridsflottiljer
- 3x minkrigsavdelningar
- 2x minröjningsflottiljer
- 1x ubåtsflottilj
- 2x Helikopterdivisioner
- lednings- och underhållsförband

### Flottan
Nedan anges kustflottans sammansättning med dess flottiljer, skolor och divisioner som var aktiva 1999 och svarade för förband till krigsorganisationen.
- Marincentrum i Haninge garnison
  -     - HMS Visborg (A265) lag- och ledningsfartyg

  - Kustartilleriets stridsskola i Näsbypark
  - MKO - Ostkustens marinkommando i Muskö örlogsbas
  - MKS - Sydkustens marinkommando i Karlskrona örlogsbas
  - MKV - Västkustens marinkommando i Göteborgs garnison
    - MDÖ - Öresunds marindistrikt i Malmö

  - MKN - Norrlandskustens marinkommando i Härnösands garnison
  - 1. ubåtsflottiljen i Muskö
    - 1. ubåtsdivisionen
      - 4x Västergötland-klass, ubåt HMS Västergötland, HMS Hälsingland, HMS Södermanland, HMS Östergötland
      - 3x Gotland-klass, ubåt HMS Gotland, HMS Halland, HMS Uppland

    - 2. ubåtsdivisionen
      - 2x Näcken-klass, ubåt HMS Näcken, HMS Najad

    - Dykdivisionen (Ubåtsbärgning)
      - HMS Belos (A214), ubåtsbärgningsfartyg

    - Torpedbärgningsdivisionen
      - HMS Pelikanen (A247), HMS Pingvinen (A248), torped- och robotbärgningsfartyg

  - 2. ytstridsflottiljen, baserad på Berga örlogsbas, Hårsfjärden
    - 20. kustkorvettdivisionen
      - 4x Göteborg-klass, korvett HMS Göteborg (K21), HMS Gävle (K22), HMS Kalmar (K23) och HMS Sundsvall (K24)

    - 23. patrullbåtsdivisionen
      - 4x Hugin-klass, patrullbåt HMS Väktaren (P160), HMS Snapphanen (P161), HMS Styrbjörn (P163), HMS Starkodder (P164)

  - 3. ytstridsflottiljen på Karlskrona örlogsbas
    - 18. patrullbåtsdivisionen, Göteborg,
      - 4x Hugin-klass, patrullbåt HMS Hugin (P151), HMS Munin (P152), HMS Magne (P153), HMS Mode (P1514)

    - 31. kustkorvettdivisionen
      - 2x Stockholm-klass, korvett HMS Stockholm (K11), HMS Malmö (K12))

    - 34. robotbåtsdivisionen
      - 6x Norrköping-klass, robotbåt HMS Norrköping (R131), HMS Nynäshamn (R132), HMS Varberg (R134), HMS Piteå (R138), HMS Luleå (R139), HMS Halmstad (R140), HMS Ystad (R142)

    - 36. patrullbåtsdivisionen,
      - 4x Hugin-klass, patrullbåt HMS Kaparen (P159), HMS Spejaren (P162), HMS Tordön (P165), HMS Tirfing (P166)
      - 1x HMS Trossö (A264), stabs- och lagfartyg

  - 2. minkrigsavdelningen, baserad på Musköbasen
    - 21. minröjningsflottiljen
      - 2x minfartyg HMS Visborg (M03), HMS Carlskrona (M04)

    - 41. minröjningsflottiljen
      - 3x Landsort-klasss, minröjningsfartyg HMS Landsort (M71), HMS Arholma (M72), HMS Ulvön (M77)

    - 412. minsvepardivisionen
      - 2x minsvepare HMS Gåssten (M31), HMS Viksten (M33)
      - 2x röjdykarfartyg HMS Hisingen (M43), HMS Dämman (M45)

    - 1. röjdykardivisionen
      - 1x röjdykarfartyg HMS Skredsvik (A262)

    - 121. skoldivisionen i Stockholm
      - 1x minsvepare (HMS Nämdö (M67)
      - 5x minsvepare HMS M20, HMS M21, HMS M22, HMS M24, HMS M25

    - Provturskommando för minröjningsfartyg
      - 4x Styrsö-klass, minröjningsfartyg HMS Styrsö (M11), HMS Spårö (M12), HMS Skaftö (M13), HMS Sturkö (M14)

### Kustartilleriet

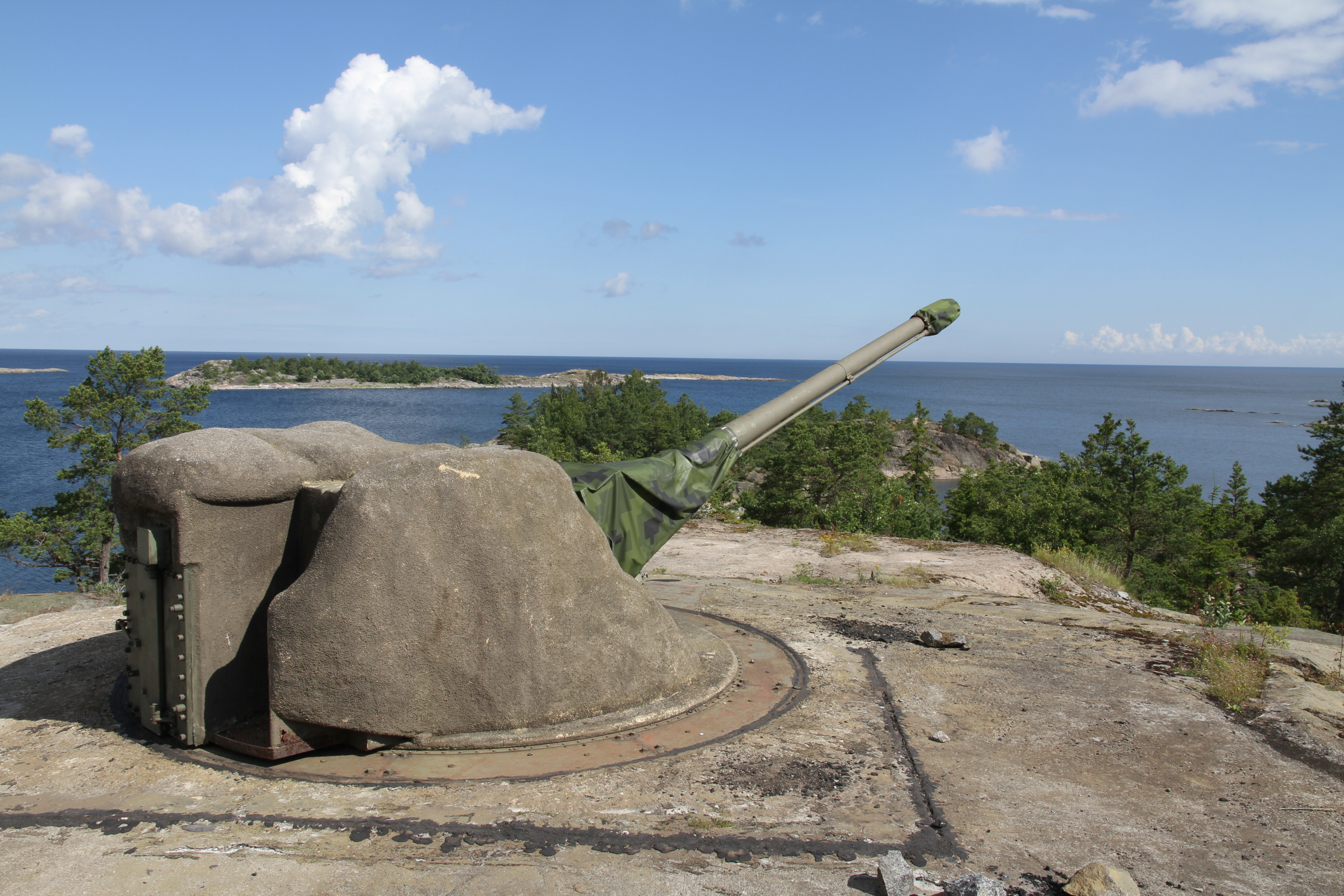
105mm Tornautomatpjäs m/50 på Arholma

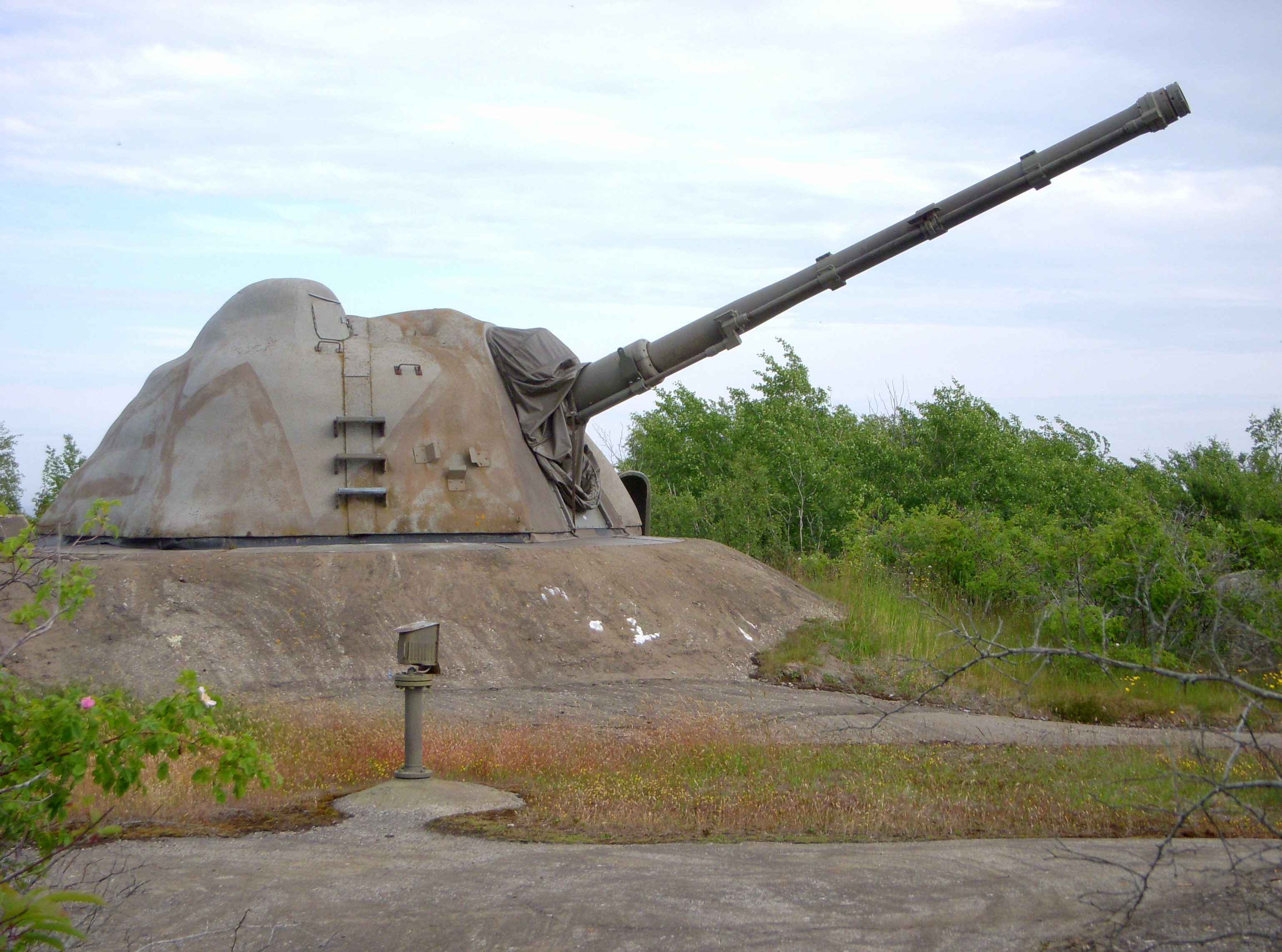
120mm Tornautomatpjäs m/70 på Landsort

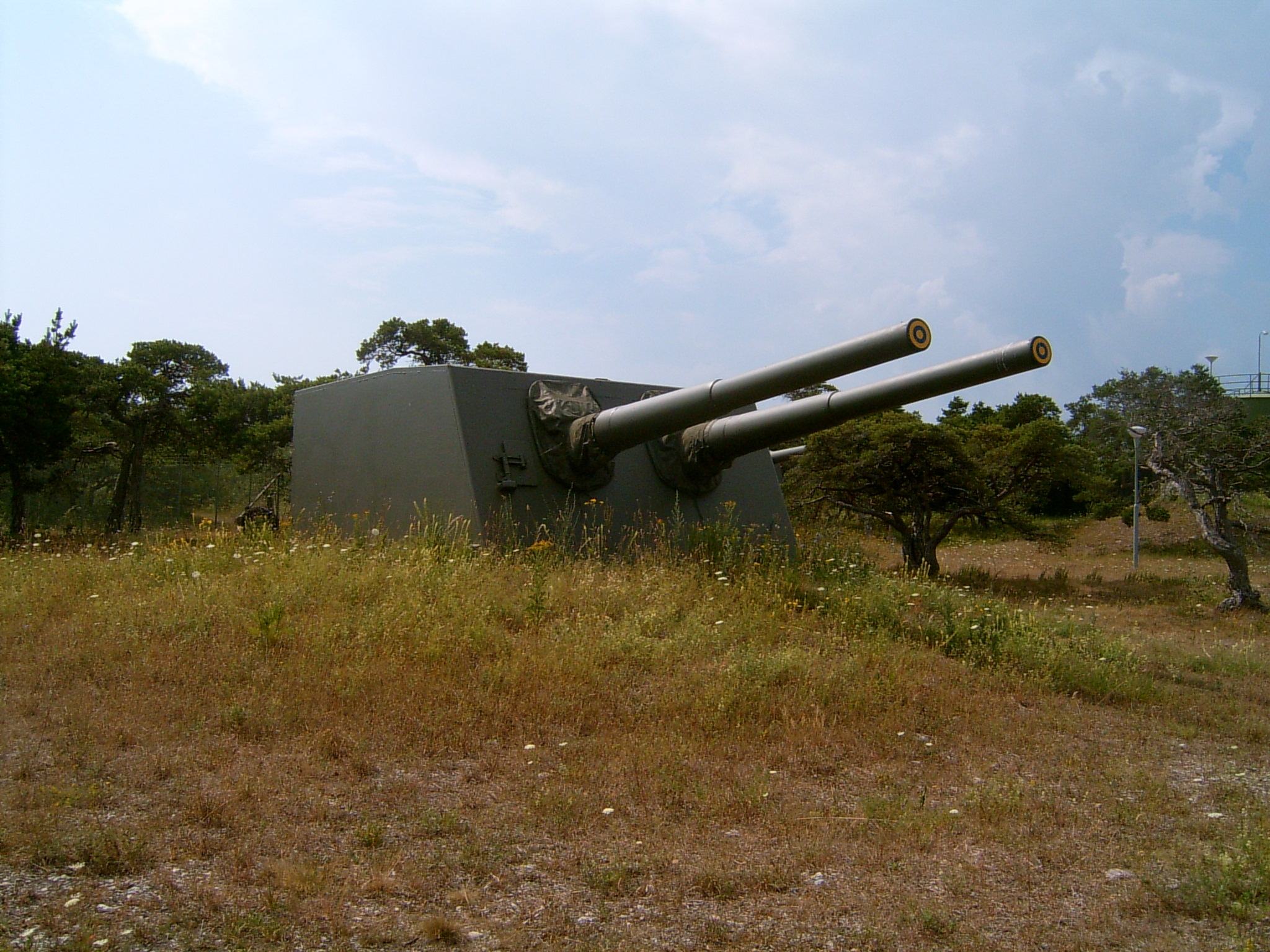
152mm Kustartilleripjäs m/51 på Gotland

Det svenska kustartilleriet hade i uppdrag att förhindra amfibiska landstigningar av fientliga styrkor på den svenska kusten. För att uppfylla sitt uppdrag, hade kustartilleriet en varierad blandning av enheter. I fredsorganisationen var utbildningen fördelat på fyra kustartilleriregementen, medan materiel- och underhållsansvaret var fördelat på marinkommandounderhållsbataljoner.
- Marincentrum i Haninge garnison

Förband
- 2x Kustartilleribrigadledningar
- 4x marinregementen
- 6x kustförsvarsbataljoner med fasta batterier, minspärrar, taktiska rörliga markstrids- och robotförband
- 3x kustartilleribataljoner, med 6x batterier om vardera 4x 12 cm rörlig kustartilleripjäs m/80.
- 6x amfibiebataljoner med bland annat kustjägare- och amfibiekompanier
- 1x tungt kustrobotbatteri
- 4x minutläggningsdivisioner, lednings- och underhållsförband
- 3x fasta utbåtsskyddskompanier

Kustartillerisystem
- Fasta kustartilleripjäser: 12 cm m/70, 10,5 cm m/50, 7,5 cm m/57 och m/96
- Rörliga kustartilleripjäser: 12 cm m/80
- Lätt kustrobot: RBS 17
- Tung kustrobot: RBS 15
- Stridsbåtar: 180x stridsbåtar av olika typer
- Fartyg: 4x minutläggare, 3x stabs- och lagfartyg
- Bevakningsbåtar: 14x båtar
- KAFUS (fast undervattensbevakningssystem), kontrollerbara minsystem (fasta och rörliga)

Kustartilleriförsvaret

- MKO – Ostkustens marinkommando / Stockholms kustartilleriförsvar
  - Spärrbataljon Roten (RN), två batterier beväpnade med 75mm tornpjäs m/57 på Råstensudde, Roten samt Singö.
  - Spärrbataljon Söderarm (SA), tre batterier 75mm tornpjäs m/57 på Söderarm, Långskär och Gisslingö, två batterier 105mm tornautomatpjäs m/50 på Arholma och Ovanskär, samt ett batterier 120mm Tornautomatpjäs m/70 på Söderarm.
  - Spärrbataljon Ornö (OR), två batterier 75mm tornpjäs m/57 på Mörtö-Bunsö och Korsö samt fyra batterier 105mm tornautomatpjäs m/50 på Bodskär och Nåttarö.
  - Spärrbataljon Landsort (SA), två batterier 75mm tornpjäs m/57 på Kolgårdsholmen och Mällsten, och  ett batteri 120mm Tornautomatpjäs m/70 på Landsort
  - Spärrbataljon Bråviken (BÅ), tre batterier 75mm tornpjäs m/57 på Femörefortet, Arkösund och Bråviken
  - 2. kustartilleribataljonen, tre batterier 4x rörlig 120mm kustartilleripjäs m/80
  - HMS Skramsösund (17) – minutläggare
  - HMS Barösund (19) – minutläggare
  - HMS Arkösund (12) – minutläggare
  - HMS Furusund (20) – minutläggare
- MKS – Sydkustens marinkommando / Blekinge kustartilleriförsvar
  - Spärrbataljon Ystad (YD/SI/TE), sju batterier 75mm tornpjäs m/57 i Malmö, Trelleborg, Ystad, Simrishamn, Karlshamn, Järnavik och Aspö, två batterier 120mm tornautomatpjäs m/70 i Trelleborg och Ystad
  - 1. kustartilleribataljonen tre batterier 4x rörlig 120mm kustartilleripjäs m/80 för gruppering längs skånska kusten.
  - 3. kustartilleribataljonen tre batterier 4x rörlig 120mm kustartilleripjäs m/80 för gruppering längs Blekinge kusten.
  - 1. rörliga spärrbataljonen, ett batteri 3x rörlig 75mm tornpjäs m/65, ett batteri med sjömålsrobot robot 52, och en minspärrtropp i Västervik för försvar av marinbasen i Orrfjärde.
  - 6. rörliga spärrbataljonen, ett batteri 3x rörlig 75mm tornpjäs m/65,ett batteri med sjömålsrobot robot 52, och en minspärrtropp för försvar av skånska östkusten.
  - Tungt kustrobotbatteri, sjömålsrobot robot 08.
  - Okänt antal rörliga spärrkompanier, bestående av ett robotbatteri med sjömålsroboten robot 52, och en rörlig minspärrtropp.
  - HMS Kalmarsund (13) – minutläggare
  - HMS Öresund (18) – minutläggare
- MKG – Gotlands militärkommando
  - Spärrbataljon Trelge (TG), fyra batterier 3x 75mm tornpjäs m/65 vid Kappelshamn, Ljugarn och S:t Olofsholm på Gotland och Ryssnäs på Fårö,
  - Spärrbataljon Slite (SE), ett batteri 3x 120mm tornautomatpjäs m/70 vid Slite
  - Spärrbataljon Bungenäs (BN), ett batteri 3x 152mm torndubbelpjäs m/51 vid Bungenäs
  - Spärrbataljon, ett batteri 3x rörlig 75mm tornpjäs m/65, ett batteri sjömålsrobot robot 52, och en rörlig minspärrtropp.
  - Tungt kustrobotbatteri, sjömålsrobot robot 08.
  - 7. kustartilleribatteriet i Bunge, 3x rörliga 152mm kustartilleripjäs m/37.
  - HMS Fårösund (16) – minutläggare
- MKV – Västkustens marinkommando / Göteborgs kustartilleriförsvar
  - Spärrbataljon, tre batterier 75mm tornpjäs m/57 på Galterö, Marstrandsön och Stora Kornö, med täckning över inloppet till marinbasen i Gullmarn.
  - HMS Kalvsund (11) – minutläggare
  - HMS Grundsund (15) – minutläggare
- MKN – Norrlandskustens marinkommando / Norrlands kustartilleriförsvar
  - Spärrbataljon Hemsö (HÖ) täckte marinbasen i Härnösand samt inloppet till Ångermanälven, tre batterier torndubbelpjäs m/51, två batterier 75mm tornpjäs m/57 Hemsön och Härnön.
  - Spärrbataljon Holmsund (HO) covering Umeå, ett batteri 120mm tornautomatpjäs m/70 på Holmögadd, ett batteri 75mm tornpjäs m/57 på Bredskär
  - Spärrbataljon Gävle (GE),ett batteri 4x 152mm kustartilleripjäs m/98, två batterier 3x 75mm kustartilleripjäs m/05-10.
  - Spärrbataljon Sundsvall (SL), ett batteri 3x 15,2 cm kustartilleripjäs m/98, två batterier 3x 75mm kustartilleripjäs m/05-10, ett batteri 75mm tornpjäs m/57 i Nyhamn.
  - Spärrbataljon Luleå (LU), ett batteri 3x 15,2 cm kustartilleripjäs m/98, ett batteri 3x 57mm snabbskjutande m/89
  - HMS Alnösund (14) – minutläggare

Krigsförband

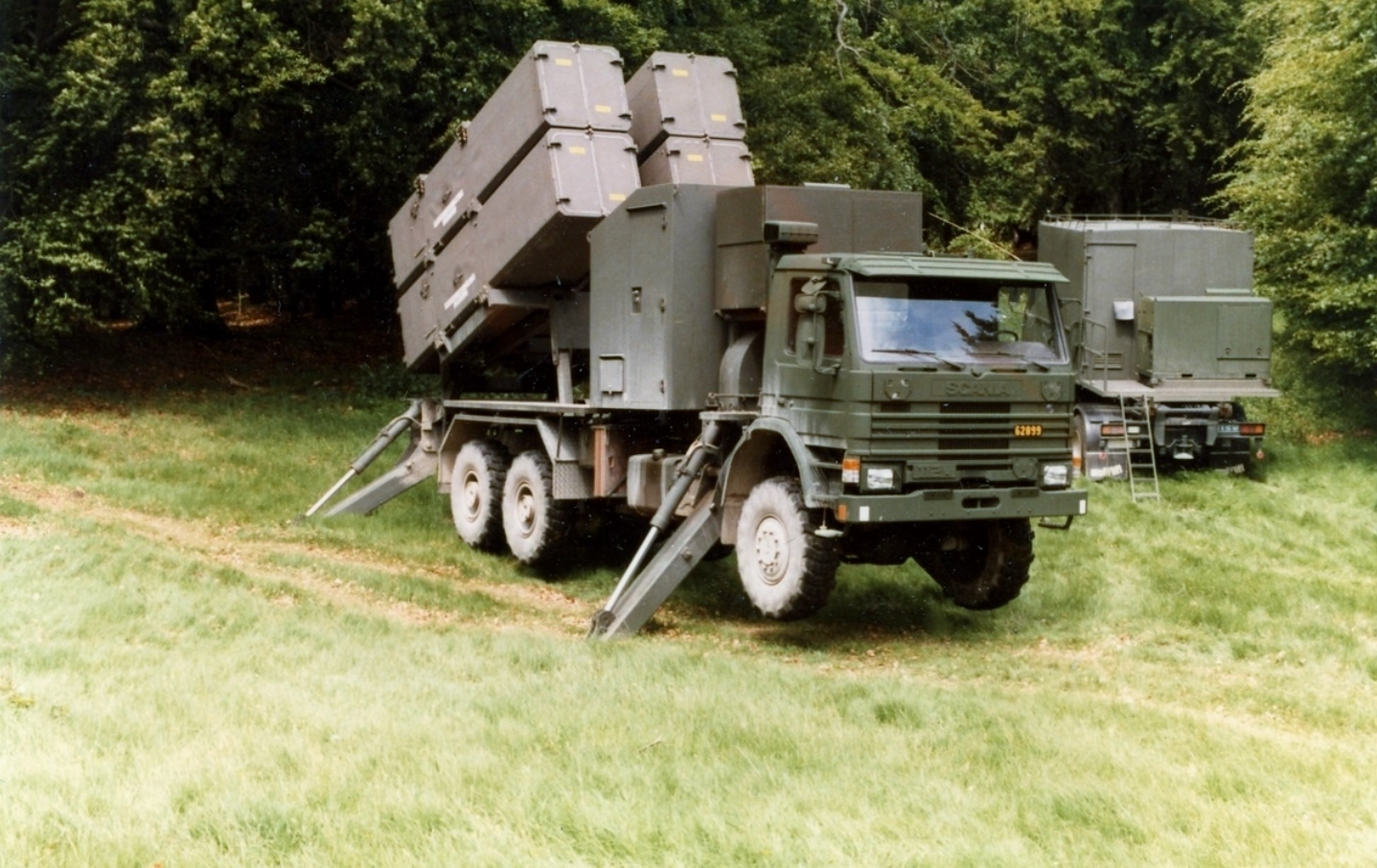
Robotbil 15 KA under utprovning vid marinens provturskommando.

Den 1 januari 1998 reducerades krigsorganisationen inom kustartilleriet, varvid fyra marinbrigader reducerades till marinregemente. Två kustartilleribrigader omorganiseras till rörliga brigadledningar. År 1998 reducerades fredsorganisationen genom att Härnösands maringrupp med Härnösands kustartilleriregemente (HMG/KA 5)upplöstes, dock kvarstod 6. amfibiebataljonen i krigsorganisationen.
- KA 1 – Vaxholms kustartilleriregemente och första kustartilleribrigaden
  - Stab med rörlig brigadledning
  - 1. amfibiebataljonen (1.- och 2. kustjägarkompaniet)
  - Stridsgrupp Oxdjupet (1x ubåtskyddskompni, 1x skärgårdsskyttekompani)
  - Försvarsområdesbataljon ur Stockholms försvarsområde (Fo 44)
- KA 2 – Karlskrona kustartilleriregemente och andra kustartilleribrigaden
  - Stab med rörlig brigadledning
  - 1. tunga kustrobotbatteriet
  - 3. amfibiebataljonen (8. kustjägarkompaniet)
- KA 3 – Gotlands kustartilleriregemente (marinregemente)
  - Stab i Fårösund
  - Kustförsvarskompani
  - Försvarsområdesbataljon
  - Marinunderhållsbataljon Färösund
- KA 4 – Älvsborgs kustartilleriregemente (marinregemente)
  - Stab i Göteborg
  - 5. amfibiebataljonen
  - Försvarsområdesbataljon
  - Marinunderhållsbataljon
- RMR – Roslagens marinregemente
  - Stab på Hamnholmen
  - 4. amfibiebataljonen (5.- och 6. kustjägarkompaniet)
  - Marinunderhållsbataljon Roslagen
  - Försvarsområdesbataljon ur Stockholms försvarsområde (Fo 44)
  - Foingenjörkompani, värnkompanier och hemvärnsförband
- SMR – Södertörns marinregemente
  - Stab på Järflotta
  - 2. amfibiebataljonen (3.- och 4. kustjägarkompaniet)
  - Marinunderhållsbataljon Södertörn
  - 2x försvarsområdesbataljon ur ur Stockholms försvarsområde (Fo 44)
  - Foingenjörkompani, värnkompanier och hemvärnsförband
- HMG – Härnösands maringrupp (upplöst, kvarstod delvis i krigsorganisationen)
  - Stab i Härnösands garnison
  - 6. amfibiebataljonen (7. kustjägarkompaniet)

## Försvarsmaktens helikopterverksamhet
År 1996 tillsätts en utredning med uppgift att se över möjligheten kring en total samordning av Försvarsmaktens helikopterresurser, några månader senare läggs förslaget fram om en gemensam helikopterflottilj. Förslaget sänds in till regeringen som i försvarsbeslutet 1996 fattar beslutet att samla Försvarsmaktens samtliga helikopterresurser i en gemensam helikopterorganisation. Den 1 januari 1998 sammanfördes Försvarsmaktens helikopterverksamhet i det nybildade Försvarsmaktens helikopterflottilj (Hkpflj). Intagandet av den nya organisationen skedde i två steg; Först samordnades ledningsfunktionen genom att sätta upp en gemensam stab i Linköping. Nästa steg var ett år senare (1 januari 1999) när de ursprungliga helikopterförbanden omorganiserades till den nya förbandsstrukturen. Genom Helikopterflottiljens bildande blev Sverige först i världen att samordna alla sina militära helikopterresurser i ett gemensamt förband.
- Hkpflj – Försvarsmaktens helikopterflottilj i Linköpings garnison
  - 1. hkpbat – Norrlands helikopterbataljon baserad på Bodens helikopterflygplats, 
    - Flygräddningsgrupper på Frösö flygplats och Kallax flygplats.
    - Sjöräddningsbas i Sundsvall på uppdrag av Sjöfartsverket)
    - Ambulanshelikopterbas i Lycksele på uppdrag av Västerbottens läns landsting

  - 2. hkpbat – Svea helikopterbataljon baserad på Berga helikopterflygplats
    - Flygräddningsgrupp på Ärna flygplats
    - Sjöräddningsbas i Visby (Sjöfartsverket) bemannades gemensamt med Göta helikopterbataljon

  - 3. hkpbat – Göta helikopterbataljon baserad på Säve flygplats, Kallinge flygplats, Ängelholms flygplats
    - Flygräddningsgrupper på Kallinge flygplats, Såtenäs flygplats och Ängelholms flygplats
    - Sjöräddningsbas i Visby på uppdrag av Sjöfartsverket, bemannades gemensamt med Svea helikopterbataljon

  - 4. hkpbat – Östgöta helikopterbataljon baserad på Malmens flygplats

### F.d Arméflyget

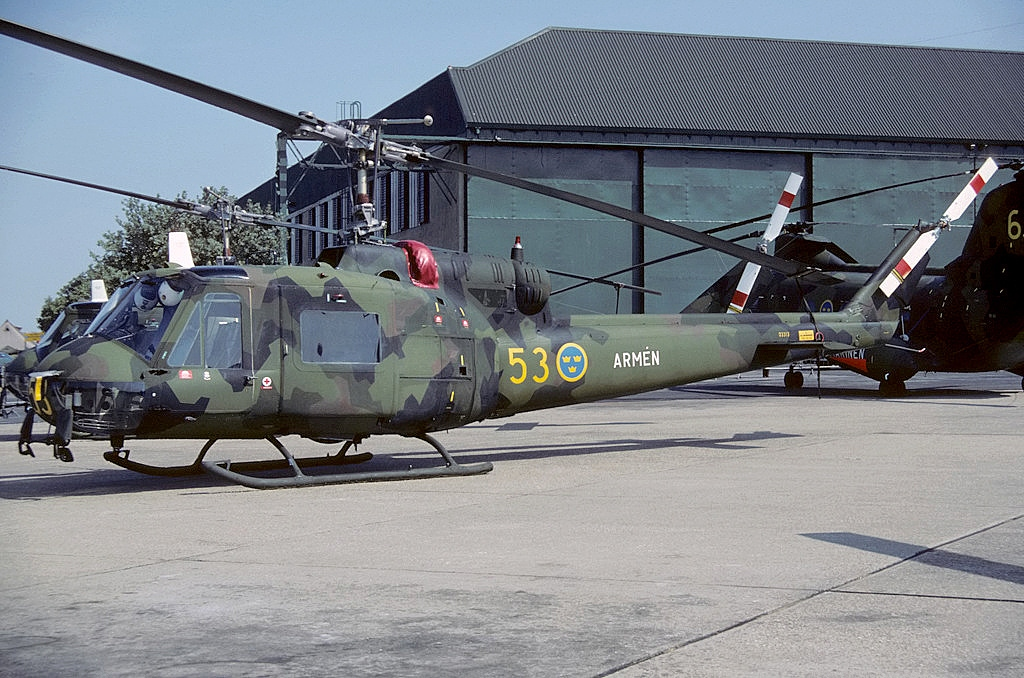
Arméflygets Hkp 3A

Arméflyget bestod av två bataljoner med 79 helikoptrar och två flygplan.
- Helikopterflottiljen, i Linköpings garnison
  - 1. hkpbat – Norrlands helikopterbataljon vid Bodens helikopterflygplats, beväpnad med Hkp 3A och Hkp 6A, samt ett pansarvärnshelikopterkompani med 10x Hkp 9A.
  - 2. hkpbat – Östgöta helikopterbataljon vid Malmens flygplats, beväpnad med Hkp 3A och Hkp 6A transporthelikoptrar, Hkp 5A, och ett pansarvärnshelikopterkompani med 10x Hkp 9A.

År 1999 hade arméflyget följande helikopter- och flygplansflotta:
- 14x Hkp 3A – transporthelikopter
- 26x Hkp 5A – skolhelikopter
- 19x Hkp 6A – skolhelikopter samt lätt transporthelikopter.
- 20x Hkp 9A – pansarvärnshelikopter
- 2x Fpl 53 – flygutbildning samt personaltransport

### F.d Flygvapnets flygräddningsgrupp

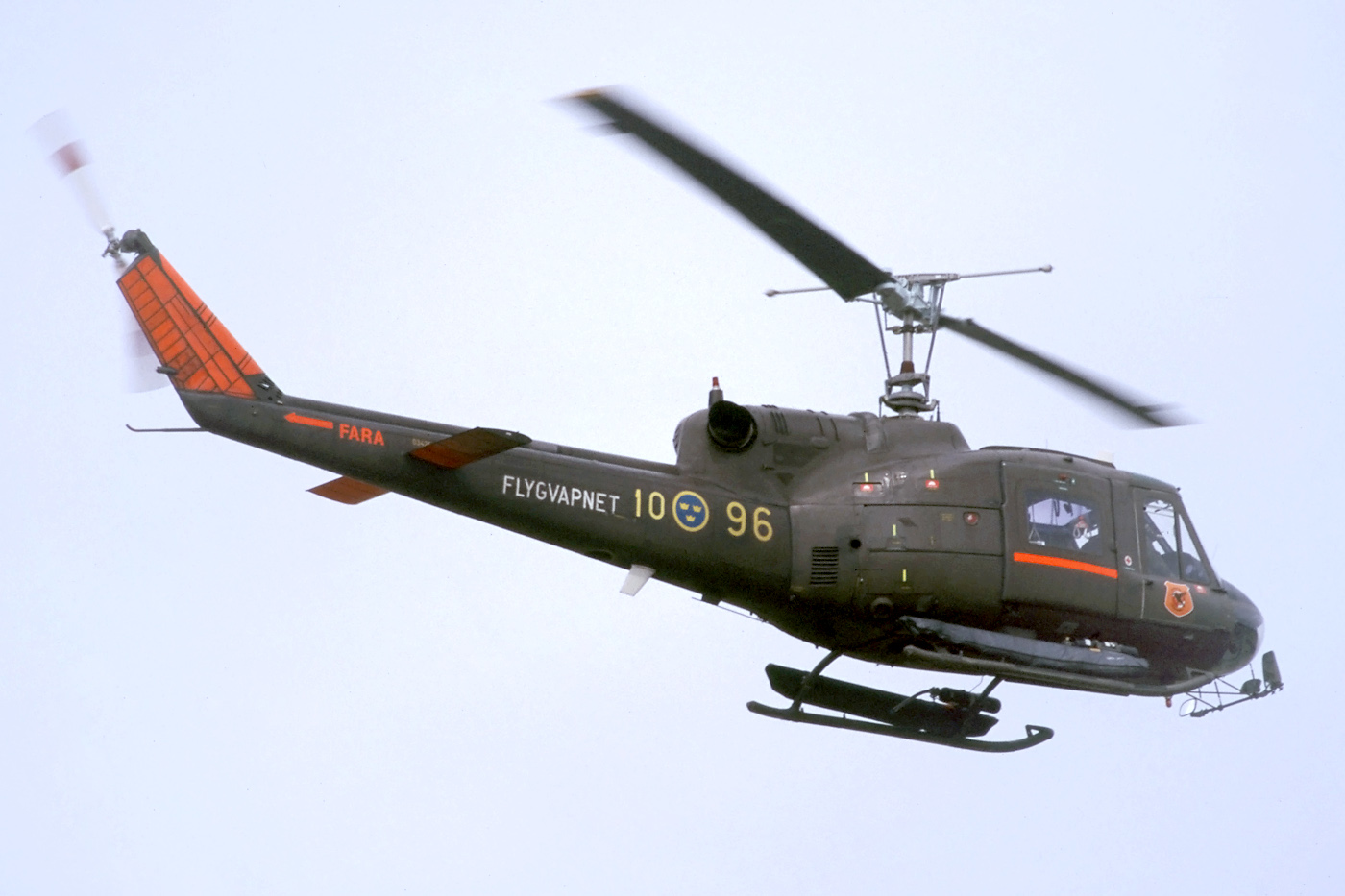
Flygvapnets Hkp 3B

År 1999 bestod flygräddningsgrupperna, vilka var baserade vid flygvapnets flygflottiljer, av fyra helikoptersystem.
- 7x Hkp 3B – medeltung transporthelikopter
- 10x Hkp 4A – medeltung helikopter, började 1988 att överföras till marinflyget
- 4x Hkp 9B – lätt helikopter, flygräddningshelikopter
- 2x Hkp 10A – medeltung helikopter, åtta individer levererades under 1990/1991, som ersättare till Hkp 4.

### F.d Marinflyget

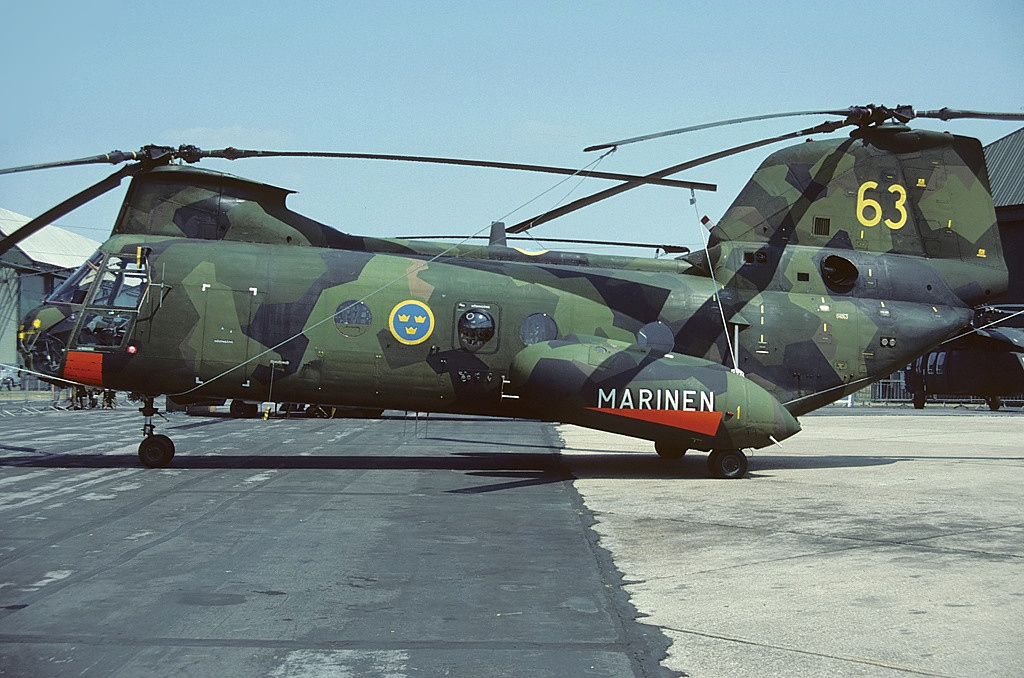
Marinflygets Hkp 4B

- - 11. helikopterdivisionen på Berga helikopterflygplats, opererade med Hkp 4B/C och HKP 6B.
  - 12. helikopterdivisionen på Säve flygplats, opererade med Hkp 4B/C och Hkp 6B.
  - 13. helikopterdivisionen på Kallinge flygplats, opererade med Hkp 4B/C, Hkp 6B, och Tp 89.

År 1999 bestod Marinflygets flotta av:
- 14x Hkp 4B/C – ubåtsjakts- och räddningshelikopter
- 10x Hkp 6B – lätt transport- och ubåtsjaktshelikopter
- 1x Tp 89 – ubåtsjakts- och transportflygplan

## Hemvärnet
Hemvärnet försåg lokalförsvaret med förband och soldater, vanligen bestående av personer, som på grund av ålders- eller andra skäl ej längre är värnpliktiga. Hemvärnsförbanden stod under försvarsområdesbefälhavarens befäl och var i regel ett lätt infanteriförband. Men även andra förbandstyper förekom, som till exempel det marina hemvärnet. År 1999 fanns omkring 100.000 frivilliga soldater fördelade på 170 hemvärnskretsar. Hemvärnsförbandens viktigaste uppgift var att inför och under mobilisering bevaka de mobiliseringsförråd som fanns utspridda i landet. Till Hemvärnet ingick Driftvärnet, som hade till uppgift att skydda myndigheters eller företags egna anläggningar.